# Fosse De Sessevalle
La fosse De Sessevalle ou Anatole de Sessevalle de la Compagnie des mines d'Aniche est un ancien charbonnage du Bassin minier du Nord-Pas-de-Calais, situé à Somain, près de Rieulay. Le premier puits, foncé à partir de 1901, permet de produire en 1904. Un second puits est creusé 70 mètres plus au nord à partir de 1905. À partir de 1908, la fosse peut extraire avec deux puits. Des cités sont bâties à proximité, ainsi que des écoles, une salle des fêtes, un presbytère et une église. Quatre terrils sont édifiés aux alentours de la fosse, dont deux terrils cavaliers et un terril annexe. Détruits pendant la Première Guerre mondiale, les bâtiments de la fosse sont reconstruits à l'identique.
Cette reconstruction permet à la fosse d'augmenter sa production et d'être un des sièges les plus performants de la Compagnie. Durant la Seconde Guerre mondiale, la fosse est occupée par les Allemands mais ne subit aucune destruction. Le charbon extrait est destiné à l'Allemagne. À la suite de la nationalisation des houillères en 1946, la fosse fait partie du Groupe de Douai. Son gisement s'épuisant, elle ferme en 1970, les puits sont remblayés la même année. Les bâtiments et les chevalements sont démolis en 1973. L'exploitation du terril no 144, Rieulay, commence en 1977. L'église Notre-Dame-des-Orages est détruite en 1983. Les terrils cavaliers nos 251, Cavalier du site de Rieulay, et 255, Cavalier Route de Bruille, disparaissent avec la construction de l'autoroute A21 au début des années 1990. Le terril annexe no 254 est relativement préservé. Dans les années 1990, les cités sont rénovées, quelques habitations sont toutefois détruites.
Au début du XXIe siècle, Charbonnages de France matérialise les têtes des puits De Sessevalle nos 1 et 2. Le site, après être resté en friche une trentaine d'années, se transforme peu à peu en une zone industrielle. Les cités forment un ensemble remarquable, composé d'une grande diversité de logements. Les terrils sont devenus des espaces verts. La chapelle Sainte-Barbe a longtemps été menacée de démolition. Les cités pavillonnaires de Beaurepaire, du Bois-Brûlé, du Moulin, la cité moderne de la ferme de Beaurepaire, la chapelle Sainte-Barbe, le prieuré de Beaurepaire, et le terril no 144, Rieulay, ont été classés le 30 juin 2012 au patrimoine mondial de l'Unesco.

## La fosse

### Construction de la fosse

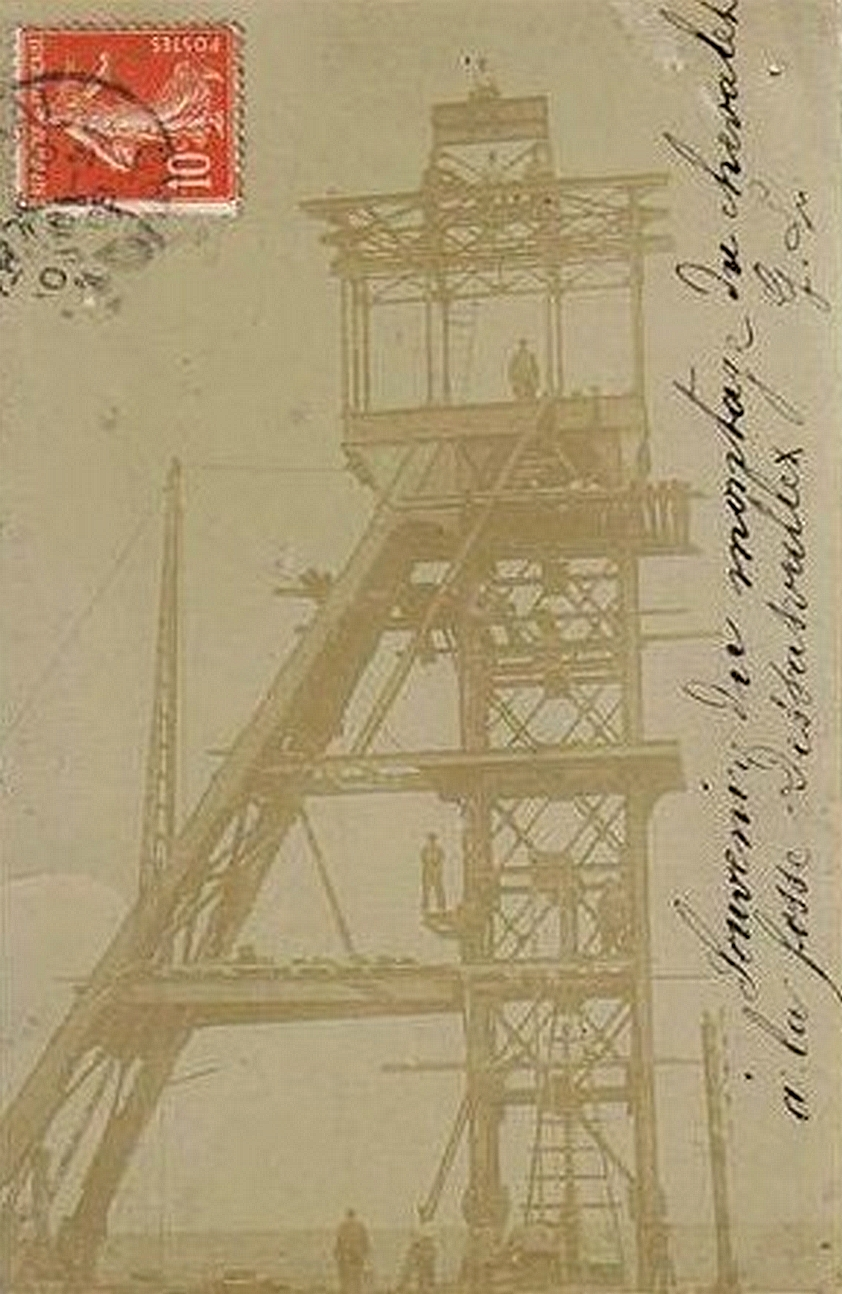
Le chevalement du puits De Sessevalle no 1 est en cours d'assemblage.

Le filon carbonifère des fosses La Renaissance, Saint Louis et Fénelon commence à s'épuiser en 1890, La Compagnie des mines d'Aniche doit rapidement créer une nouvelle fosse pour garantir son équilibre financier et continuer sa croissance. Des sondages sont entrepris à partir de 1898 en remontant peu à peu vers le nord de la commune. En 1899 le sondage de Villers-Campeau permet la découverte des terrains houillers sur la commune de Villers-Campeau. Ce sondage a été effectué jusqu'à la profondeur de 367,80 m. Il est géolocalisé 50° 21′ 52″ N, 3° 15′ 27″ E dans la propriété de M. de Campeau, et parfois nommé sondage du Marronnier. Le filon découvert est important et d'une teneur calorifique jusqu'alors inégalée. Les recherches furent menées sous les ordres de M. Lemay, directeur de la compagnie.
Les terrains sont tout d'abord acquis. Les installations ferroviaires, les bâtiments et les puits y prendront place. L'emplacement du puits doit être déterminé en fonction de la limite de la concession. Celle-ci correspond à l'axe de la route Tournai-Bouchain. À Somain, la concession de la compagnie se situe à l'est des rues Salengro, Pasteur et Wilson. À l'ouest, la concession appartient à la Compagnie des mines d'Anzin. Toutes ces formalités seront effectuées au cours de l'année 1900. Il est décidé que le puits « De Sessevalle », plus tard nommé « De Sessevalle n° 1 » sera foncé dans une propriété de Campeau, à la limite administrative des communes de Villers-Campeau et de Somain, sur le territoire de Villers-Campeau.
Le fonçage du puits commence en 1901. Son diamètre intérieur est de cinq mètres. Le cuvelage est en fonte de 1,27 m à 79,90 m. Le terrain houiller a été atteint à 132,90 m, 131,82 m selon d'autres sources. Les travaux durent environ trois ans, grâce au travail acharné d'une équipe de terrassiers dont plusieurs ouvriers sont belges. La profondeur de 290 m est atteinte en septembre 1903. Pendant que le puits est creusé, divers bâtiments sont construits pour abriter les machines d'extraction, d'exhaure, de compression, de retour d'air, et tous les autres matériels nécessaires à l'exploitation. Des fours de chaufferie sont également construits pour fournir la vapeur, qui va permettre de faire fonctionner les ascenseurs. Le fonçage du puits Déjardin no 1 débute à la même période à Sin-le-Noble.
En juillet 1902, la fosse, encore en construction, est bénie par l'abbé Busin, curé de Somain. Il place le nouveau siège sous la protection de Notre-Dame des Orages. La chapelle et la statue furent vandalisées en 1974, elles se trouvaient à l'emplacement de la descente. Tous les hauts responsables de la Compagnie des mines d'Aniche sont présents. La fosse sera nommée « De Sessevalle », en hommage à un ancien président de la Compagnie, Anatole Lebrun de Sessevalle, décédé quelques mois auparavant.

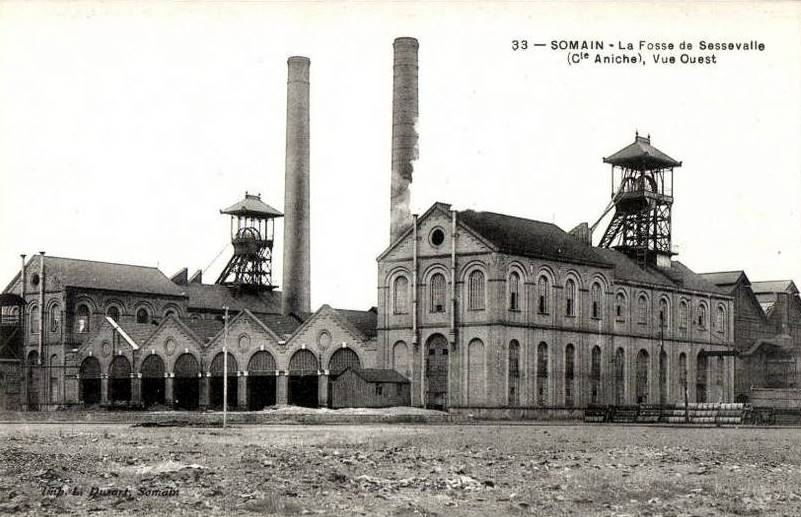
Vue ouest de la fosse De Sessevalle.

Les travaux se terminent en 1904, le puits atteint alors la profondeur de 305,51 m. Le chevalement est mis en place, les installations sont testées, si bien au moulinage qu'à l'accrochage. L'extraction commence en juillet 1904, par les veines Henri et Anatole.
Le charbon y est d'excellente qualité, il s'agit d'un riche gisement de charbons maigres. Tout porte à croire que dans les années à venir, le seul puits ne suffira pas à remonter toute la production. Les dirigeants de la compagnie décident donc de doubler les moyens de production en fonçant un second puits, à proximité immédiate du premier. En 1905 débute le fonçage du puits « De Sessevalle n° 2 », à 70 mètres au nord du premier puits, sur le territoire de Somain cette fois-ci. Le diamètre est de quatre mètres. La même année, débute également le fonçage du puits Notre Dame no 2 à Waziers. Ayant bénéficié des avancées de la techniques, il est totalement foncé après quatre années de travaux. En 1908, avec une profondeur de 290 m, il est déjà utilisable pour les étages supérieurs. Il effectue donc la remontée de la production, la circulation du personnel et le retour d'air. Le premier puits assure quant à lui l'entrée d'air. Cette fosse, la plus récente de la compagnie, devient une des premières en importance.
Pendant que le puits no 2 est construit, le site continue d'être aménagé. Le triage et le criblage de charbon sont installés à l'est des puits, accolés au bâtiment d'extraction. Des écuries sont construites pour les chevaux, ainsi qu'une lampisterie, des bascules de pesage, des bureaux, des magasins d'outillages et de pièces de rechange... Deux usines sont bâties sur le site pour récupérer les poussières de charbon, afin de produire des « boulets maigres ».

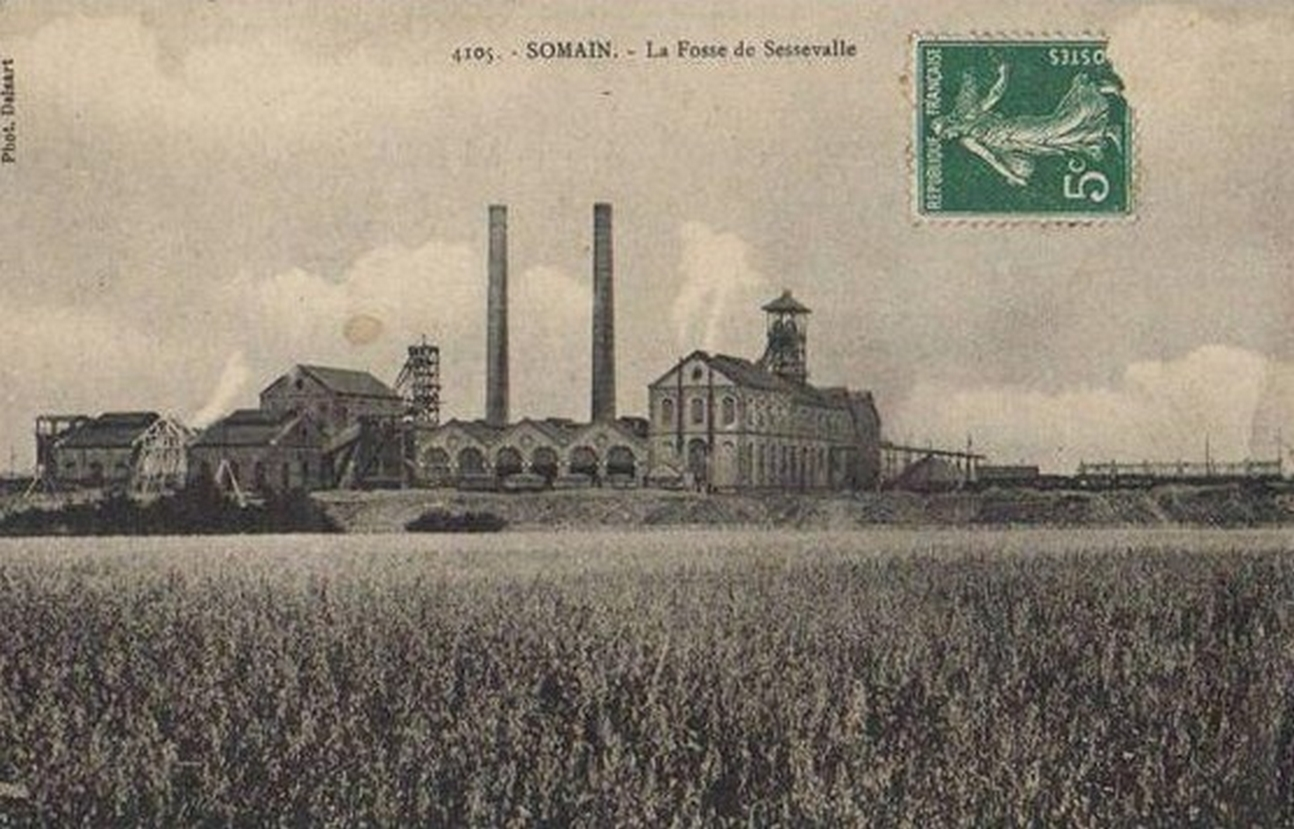
La fosse, vue de l'ouest, vers 1908. On peut remarquer le chevalement du puits no 2 en construction ainsi qu'un bâtiment. La fosse est bâtie sur une butte pour éviter les venues d'eau dans le puits. À droite, le faisceau de voies ferrées.

Depuis 1901 débutent des travaux visant à relier la fosse De Sessevalle à la gare de triage de Somain. Une voie nord/sud est construite en trois ans. Un embranchement est construit sur la ligne Somain - Douai (Sud) au point 50° 20′ 54″ N, 3° 16′ 03″ E. À partir de là, la ligne prend peu à peu de la hauteur, pour franchir le pont par-dessus le triage ferroviaire (50° 21′ 17″ N, 3° 15′ 50″ E), celui-ci est juste à côté du pont de Traisnel, toujours existant. La ligne continue vers le nord, franchissant par des ponts la rue Pierre Semard (50° 21′ 21″ N, 3° 15′ 50″ E) puis la rue du Chevalier de la Barre (50° 21′ 31″ N, 3° 15′ 50″ E). Un kilomètre après ce pont, la ligne dessert la fosse. Trois années furent nécessaires pour effectuer ces travaux. Un faisceau intérieur d'une longueur cumulée supérieure à sept kilomètres est mis en place pour desservir les différentes zones de la fosse. Ce réseau est pleinement opérationnel vers 1907/1908. Chaque jour, des trains amènent les wagons pleins vers le triage de Somain, à partir duquel ils sont incorporés dans des trains vers tout le reste de la France. Les wagons vides sont ramenés vers la fosse.
Dans les années 1910, la fosse fonctionne à plein régime et est devenue le fosse la plus rentable de la Compagnie des mines d'Aniche. Les mineurs sont recrutés dans les communes des environs, mais beaucoup proviennent de la Compagnie des mines d'Anzin et du Pas-de-Calais car le travail y est mieux rémunéré que dans les autres compagnies. Afin d'avoir des ouvriers plus efficaces, la compagnie entreprend de les loger sur place, à proximité du puits. Le hameau de la fosse De Sessevalle voit le jour avec la construction de quelques rues en 1906-1908. Ces habitations peuvent loger 1 500 personnes. Il s'agit des rues Draguigan, Fréjus, Gonfaron et Hyères. Une église, Notre-Dame des Orages, est inaugurée en 1910.
En 1913, il est projeté de construire une salle où les mineurs pourront se mettre en tenue avant de descendre, et se doucher après être remontés. Le chantier de la salle des pendus débute en 1914.

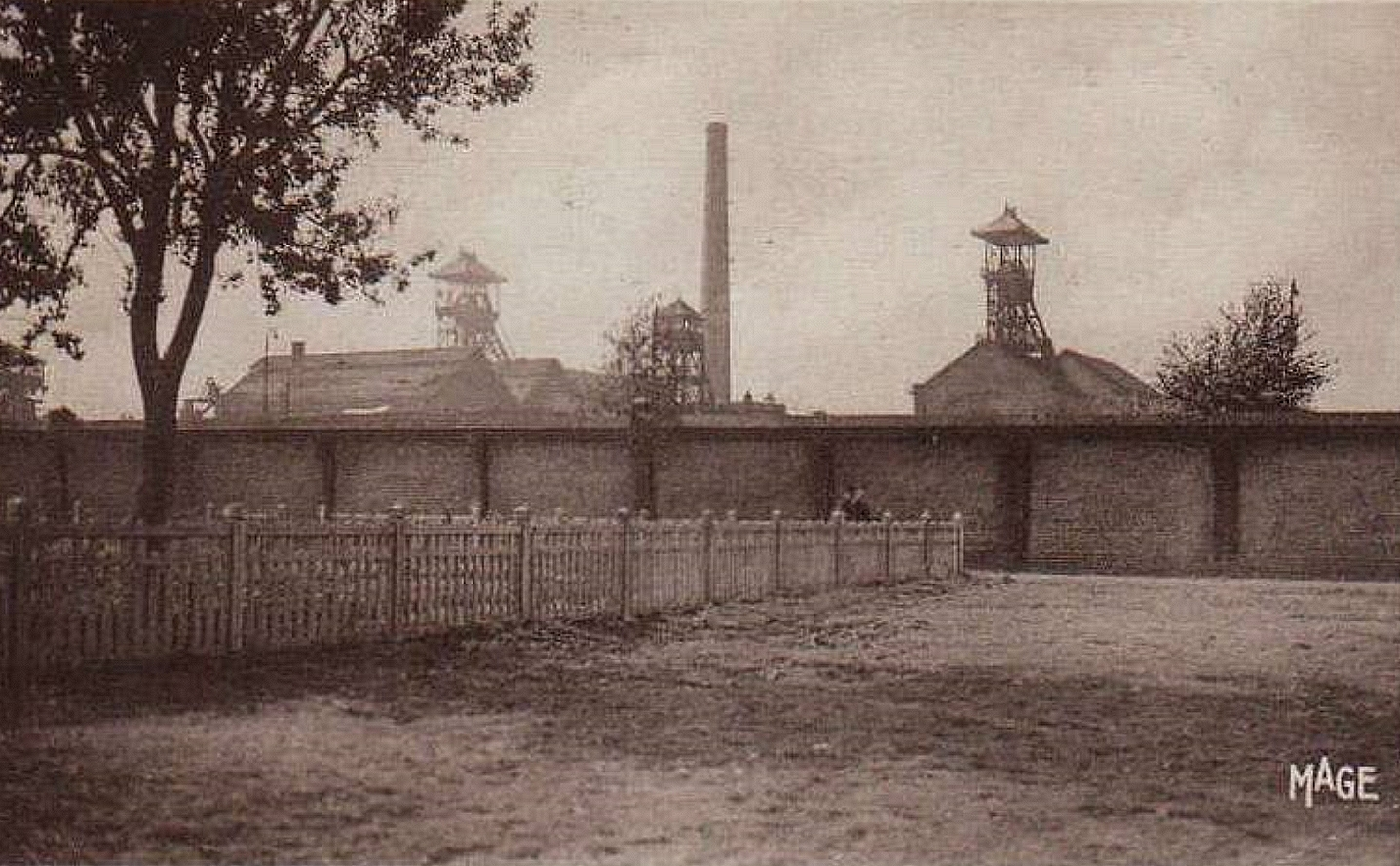
La fosse vue depuis les jardins de la rue Draguignan.
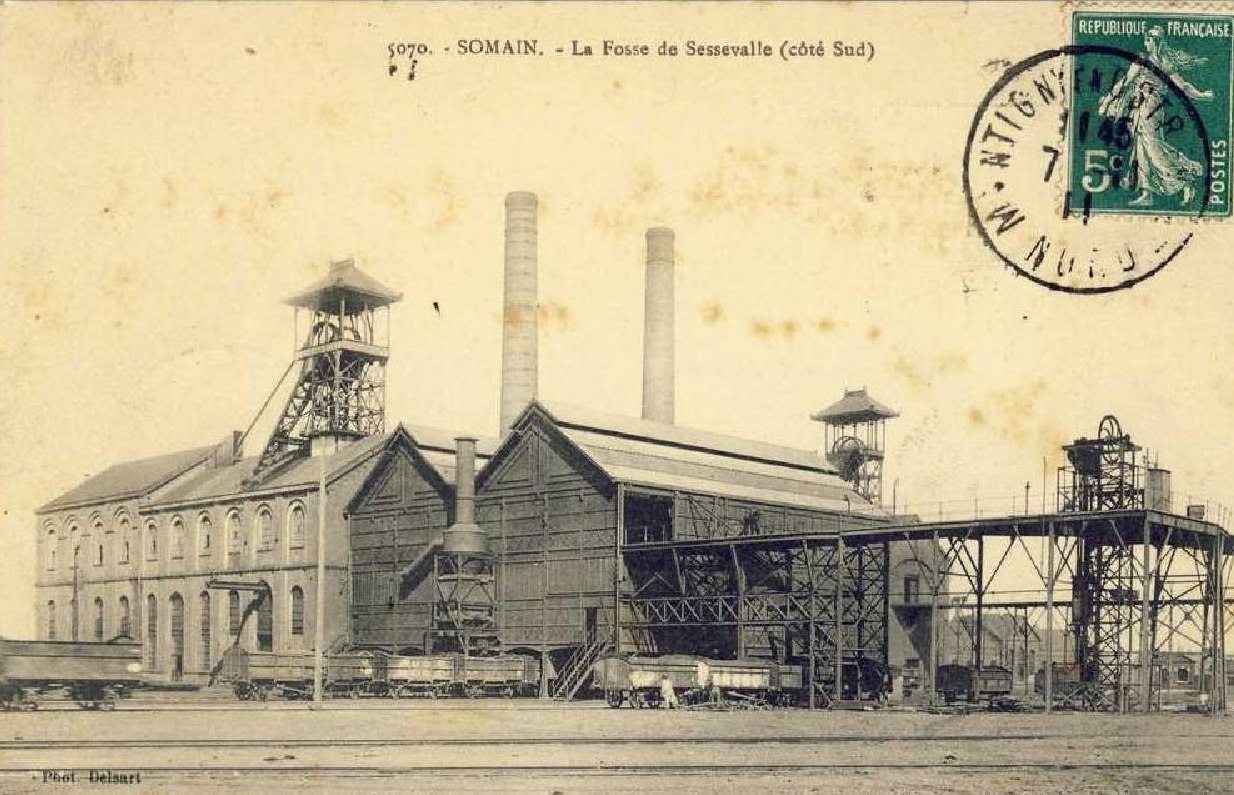
Le criblage est situé à l'est des puits.
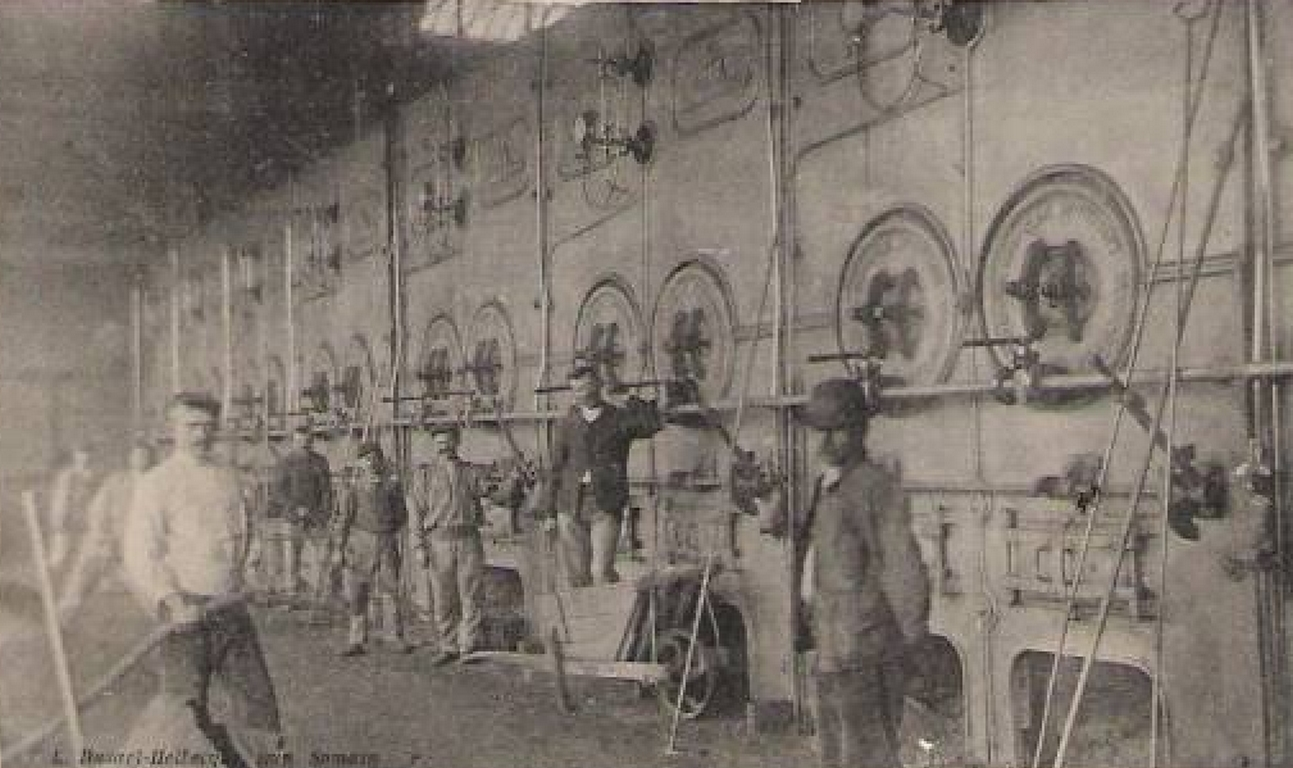
La chaufferie de la fosse.
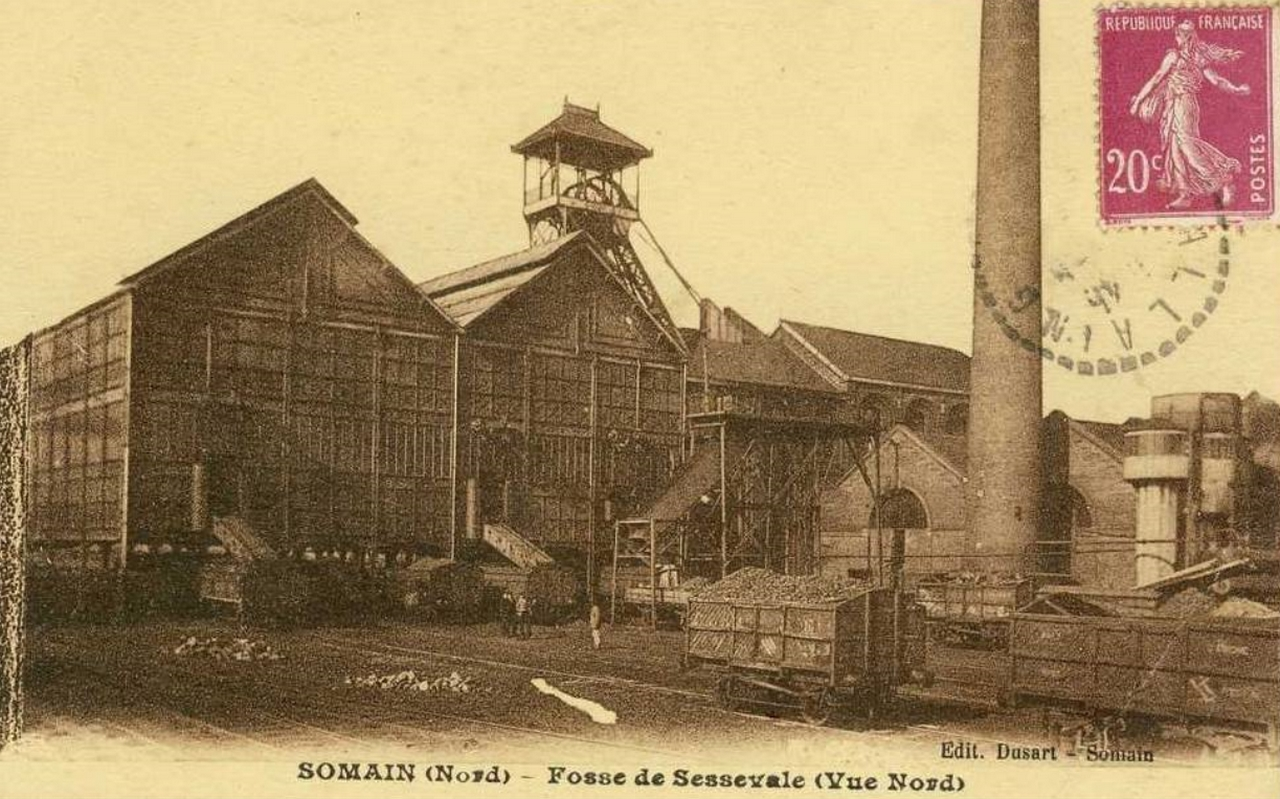
Vue nord de la fosse.

### Première Guerre mondiale
La Première Guerre mondiale est déclarée le 4 août 1914. Le travail à la fosse est désorganisé, puisqu'une partie des 1 500 mineurs est mobilisée. Toutefois, le travail reprend avec le personnel restant. Les premières semaines sont assez calmes. Le 24 août, c'est la panique lors du passage de la colonne des Uhlans en direction de Paris. L'extraction cesse immédiatement jusqu'à la fin du mois. En septembre, les hommes sont appelés vers l'ouest. Une grande partie va en direction de Dunkerque. Il ne reste plus que 350 mineurs à la fosse, qui doivent reprendre le travail. Fin septembre, les Allemands arrivent et s'installent sur place. La ville de Douai est prise, l'occupation commence. L'extraction est à nouveau arrêtée. Elle ne recommencera que le 7 octobre, sous responsabilité Allemande et de son service spécialisé.
Un nouvel incident a lieu le 17 octobre 1914. Les Allemands font remonter les mineurs qui travaillent alors au fond, et les emmènent à Saint-Pierre de Douai à pied, sans même la possibilité de prendre une douche. Ils sont envoyés par trains en Allemagne où ils seront prisonniers civil. La plupart d'entre eux ne reviendront qu'en 1916. L'extraction ne recommence que quelques jours plus tard, avec des mineurs âgés, des galibots, et des mineurs parvenus à se soustraire à l'arrestation. La fosse est sous l'administration sévère de la Deutsche Grüben Verwaltung (DGW). Les effectifs sont réduits, et les ouvriers restants sont souvent assez inexpérimentés. La production est destinée à l'économie allemande. Les mineurs subissent les sévices de l'armée allemande, et sont sous-alimentés. En septembre 1916, quelques mouvements de protestation ont lieu, mais ils furent vite réprimés. Les plus récalcitrants reçoivent des amendes, ou sont menacés de déportation en Allemagne. Les installations sont de moins en moins bien entretenues. Plusieurs accidents mortels ont lieu. Au début d'octobre 1918, les armées allemandes doivent se replier pour éviter d'être encerclées et anéanties, car elles subissent de nombreux revers sur le front de l'Ouest. Le 4 octobre, le responsable allemand de la fosse donne pour ordre de cesser l'exploitation. Le matériel et les chevaux sont remontés.
Les installations sont systématiquement détruites. Les responsables du Reich veulent annihiler le potentiel du bassin minier du Nord-Pas-de-Calais, dans le but de ralentir la reprise de l'économie française. Depuis le 2 octobre, des camions ont livré 3 m3 d'explosifs pour détruire le site. Le 8 octobre, les deux usines à boulets sont dynamitées, la réserve de brai est incendiée. L'huile et l'essence alimentent le feu, qui consume la partie superficielle, mais pas le brai, qui a formé une croute qui a stoppé l'incendie en fondant. Le 12 octobre, les colonnes métalliques du triage sont tordues, par conséquent, il devient impossible d'utiliser les voies qui passent en dessous. Le 15 octobre, les Allemands décident de s'attaquer aux puits. Les murs du puits no 1 sont écroulés, la machine d'extraction détruite, le chevalement est cisaillé à trois mètres du sol, il repose sur le plat du moulinage en inclinaison, les cages sont détruites. Il en va de même pour le puits no 2. Les Canadiens arrivent le 19 octobre en libérateurs. D'après une estimation, la facture causée par le sabotage est de quarante millions de francs, au prix de 1920. La reconstruction s'annonce longue.

### Reconstruction

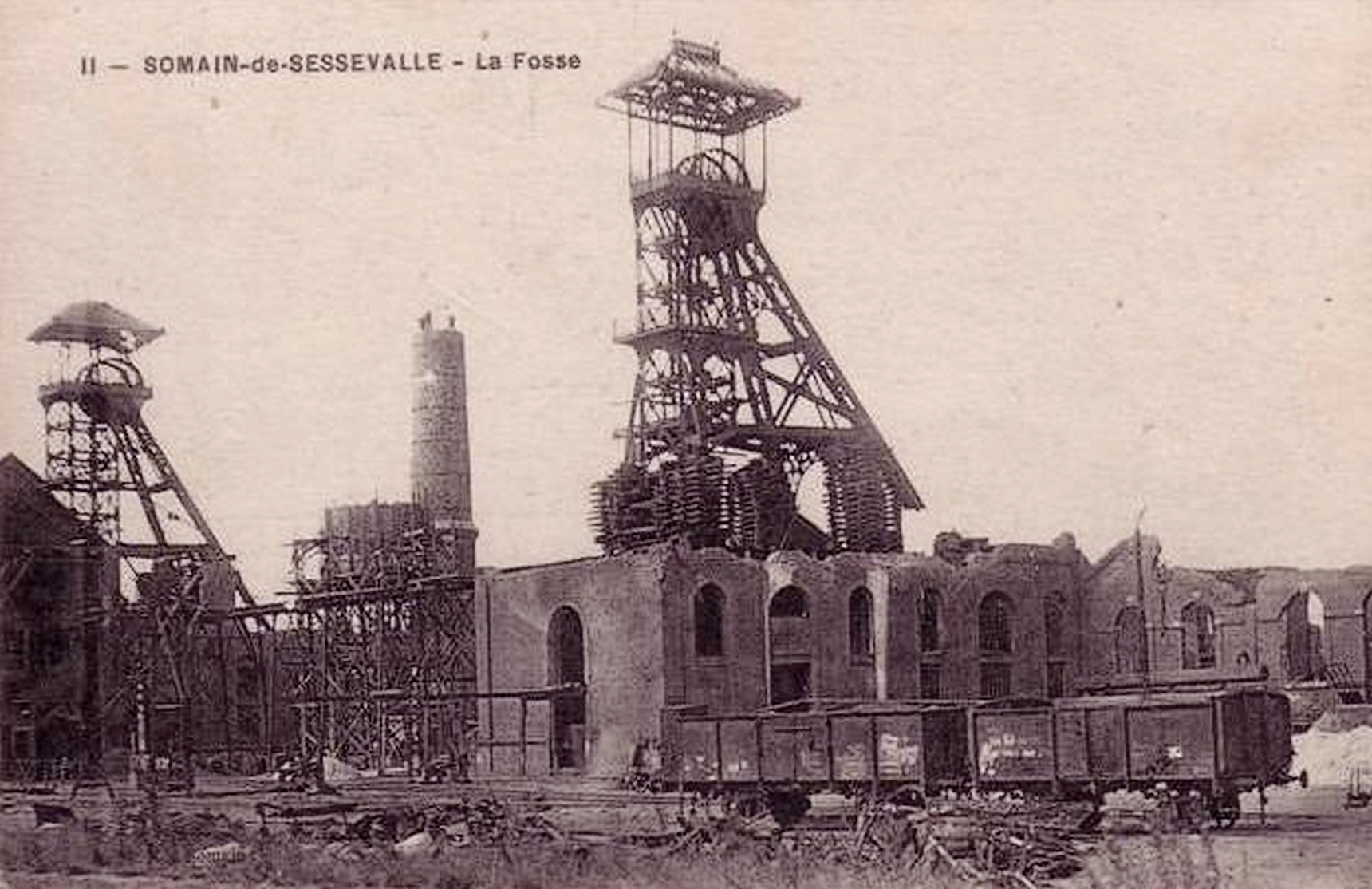
La fosse De Sessevalle après la Première Guerre mondiale.

En décembre 1918, avec un effectif réduit, début la première intervention qui consiste à récupérer tout ce qui peut encore servir et à nettoyer les locaux pour pouvoir reprendre l'exploitation. Des pièces de machines, de l'outillage et des cages sont notamment récupérés.
Le gros-œuvre débute par le déblaiement des gravats des usines à boulets, de la chaufferie, et des bâtiments des puits. Les bâtiments et les chevalements doivent être démolis, des voies ferrées doivent donc être installées à proximité des chantiers, afin d'évacuer rapidement les gravats. Tout ce qui pourrait être réutilisable doit être gardé. Ces travaux durent environ deux mois. Après nettoyage et graissage, un compresseur est remis en état en mars 1919. Des treuils de secours sont installés. En avril, la Compagnie des chemins de fer du Nord prête six locomotives à la fosse, dans le but d'alimenter en vapeur les moteurs pour faire fonctionner les treuils. Deux câbles, longs de 450 et 595 mètres sont mis en place sur le treuil provisoire, afin de remonter les cages remplies d'eau. En l'absence d'exhaure, le niveau d'eau continue de monter de quinze centimètres par mois.
Les murs des nouvelles installations sont montés à partir de mai 1919 par les équipes de maçons. La reconstruction des usines à boulets est prioritaire, pour participer à la relance de l'économie nationale. Les bâtiments d'extraction, la chaufferie, la cheminée puis les différents magasins et ateliers sont ensuite respectivement reconstruits. En parallèle, le dénoyage se poursuit, et, à la fin de l'année 1919, il est à nouveau possible de descendre au fond pour remettre en état et entretenir les premières bowettes.

### Reprise de la production

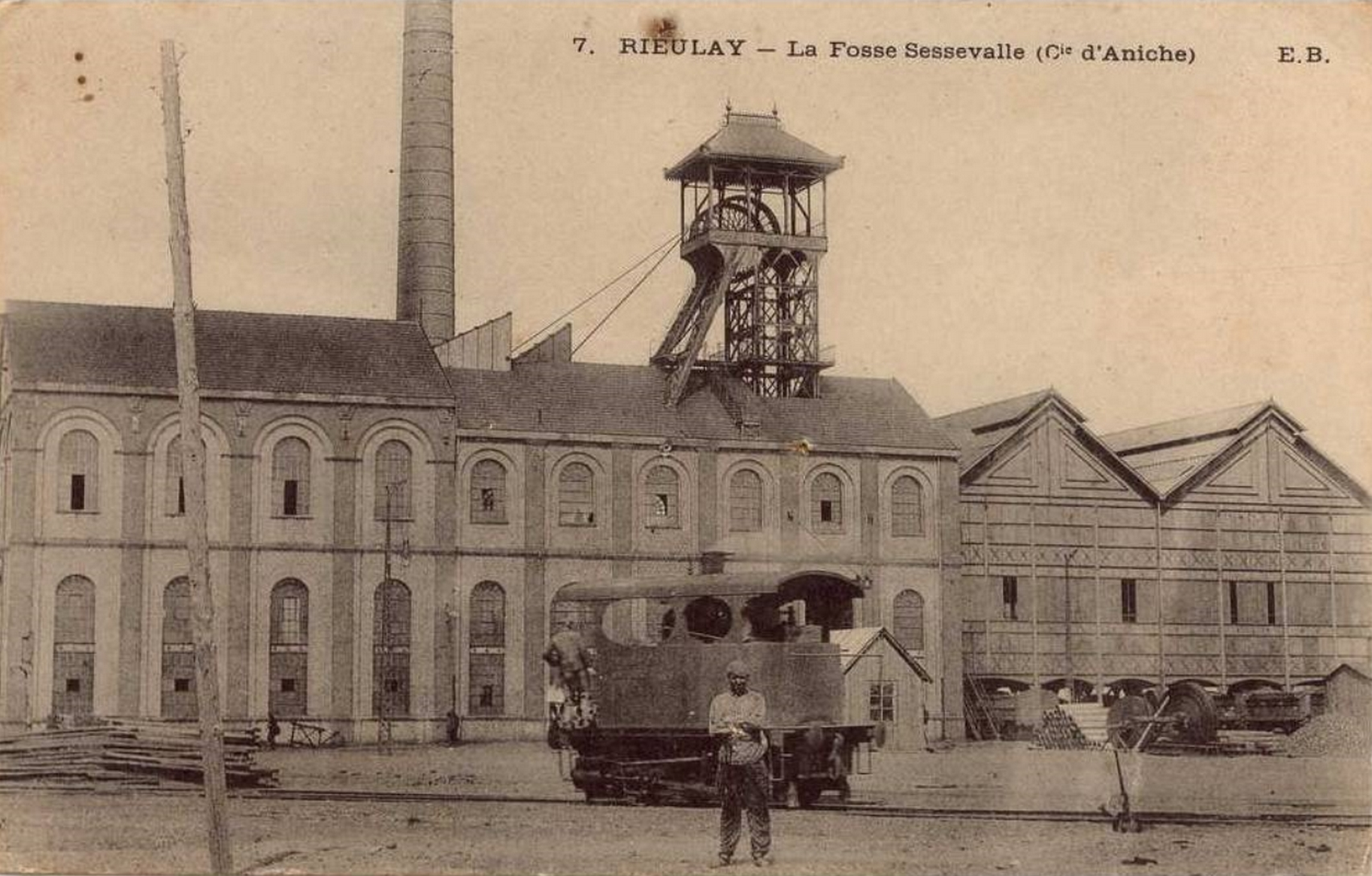
Vue sud de la fosse. Elle a été reconstruite à l'identique après la Guerre.

Le treuil d'extraction est monté en 1920, le chevalement mis en place dans les mois suivants. Le puits no 1 est fonctionnel à partir d'avril 1920. Ce mois-ci, ce sont 685 tonnes de charbons qui sont extraites. Le puits no 2 est quant à lui fonctionnel en fin d'année. Les bâtiments sont reconstruits à l'identique. La reconstruction s'avère positive pour l'avenir de la fosse qui bénéficie notamment de l'électricité pour faire fonctionner les machines, dont celle d'extraction, au détriment de la vapeur, qui est moins performante. Cet équipement a rendu la fosse De Sessevalle performante jusqu'à sa fermeture. En 1920, dans le but d'alimenter la fosse en eau industrielle, le forage no 1 dit du Sud est creusé entre les deux puits (50° 22′ 12″ N, 3° 15′ 42″ E). Il est profond de 70 mètres et son diamètre est de 45 centimètres. Il est équipé d'une pompe de 100 m3 par heure.
Dans le siège, le retour à la normale n'a eu lieu qu'en 1921, et surtout en 1922, avec une montée en puissance au cours des décennies suivantes. Une partie de la production des usines à boulets cesse en 1920, puis définitivement en 1921 et 1922. La production est concentrée sur les Usines de la Renaissance, sises au sud de la commune de Somain. Les années 1920 voient aussi l'arrivée des mineurs polonais, provenant en grande partie de la Ruhr.
Les années 1930 voient la réorganisation de la fosse De Sessevalle. Une nouvelle lampisterie est construite en 1932. Une infirmerie est aménagée, elle possède une ambulance hippomobile. Afin d'assurer les services administratifs, les bureaux des ingénieurs, des employés et des agents de maîtrise sont adaptés. La fosse De Sessevalle devient le siège d'une division en duplex avec la fosse Lemay de Pecquencourt. En 1933, le forage no 2 dit du Nord est effectué à la profondeur de 75 m, près de l'entrée de la fosse, entre un atelier et des voies ferrées (50° 22′ 19″ N, 3° 15′ 42″ E). Son diamètre varie de 65 cm à 45 cm,. En 1934, l'ancien château d'eau est remplacé par un immense château d'eau en béton, haut d'une vingtaine de mètres, pouvant contenir 200 m3 d'eau. Il est alimenté alternativement par les deux forages. Ailleurs dans la fosse, de nombreuses améliorations ont été faites, en particulier au triage du charbon, et au criblage.

### Seconde Guerre mondiale
En 1939, la production est optimale, et continue tout autant lorsque la guerre débute en septembre. Contrairement à la Première Guerre mondiale, le personnel n'est pas envoyé au combat, mais majoritairement mobilisé sur place. Pour soutenir l'effort de guerre, les mineurs travaillent 54 heures par semaine, dont 50 heures et trente minutes effectives au fond. En mai 1940, le Douaisis est envahi par les forces allemandes. La fosse est abandonnée à seize heures, le 19 mai. Le personnel a pour ordre de se rendre dans les fosses des mines de Bruay pour y travailler. Le carreau de la fosse ne subit pas de dommages, en revanche, les installations du fond sont noyées par absence d'exhaure.
Le travail reprend progressivement en juillet 1940 sous direction allemande, comme en 1914. S'ensuivent quatre années de travail sous l'Occupation. Dans la nuit du 17 août 1941, la résistance locale effectue une opération commando dans le but de voler des caisses de dynamite dans la dynamitière. L'affaire fait grand bruit à la fosse, qui est sous la surveillance de la Gestapo et de la Wehrmacht. Les auteurs des faits ne seront jamais retrouvés, mais des dizaines d'ouvriers sont arrêtés et déportés. Certains n'en sont jamais revenus.
Le 1er mai 1944, les forces aériennes américaines bombardent le triage ferroviaire de Somain, et accidentellement, les rues des alentours. L'exploitation est arrêtée, les mineurs sont réquisitionnés pour déblayer les ruines en ville, et pour remettre en état les voies ferrées du triage.
La commune de Somain est libérée le 2 septembre 1944. Une grève générale est en cours dans les mines, elle a été décrétée le 24 août. Après que les chantiers du fond sont remis en état, l'extraction reprend courent septembre, mais l'envoi des convois de charbons ne reprend que le 21 novembre, le charbon ne pouvait auparavant plus être expédié à la suite du bombardement du triage, et des ponts reliant ce dernier à la fosse De Sessevalle.

### Nationalisation
Après la Seconde Guerre mondiale, la Compagnie des mines d'Aniche, comme toutes les autres compagnies du bassin, est nationalisée. Les Houillères du Bassin du Nord-Pas-de-Calais, section de Charbonnages de France, voient le jour, en 1946. Le bassin minier est subdivisé en neuf groupes. La fosse De Sessevalle, comme ses consœurs des Mines d'Aniche et de l'Escarpelle font partie du Groupe de Douai. La gestion change avec l'arrivée du nouvel établissement public : la rentabilité de l'exploitation est un principe majeur, obtenu grâce à de nouvelles conceptions techniques et commerciales.
Pour relancer l'économie, le pays a besoin de charbon. Certaines fosses voient leurs matériels et leurs installations modernisés comme Barrois. Mais la fosse De Sessevalle ne bénéficiera pas de toutes ces avancées : des études menées en géologie dès 1950 démontrent que les réserves de houille devraient être épuisées dans trente ans, ce qui amènerait la fermeture de la fosse aux alentours de 1980, tout en devant rester rentable. La fosse continue toutefois à produire de manière intensive grâce à la modernité des installations d'avant guerre. Mis à part quelques améliorations techniques, il n'y a pas de transformations radicales. En 1950, un scraper-robot pour l'abattage est mis en place. Les chevaux sont remplacés par des locomotives électriques. Les barrettes et les lampes personnelles sont remplacées par des casques et des lampes électriques frontales.
Pour maintenir un niveau d'extraction acceptable, le puits no 1 est approfondi à 444 m. L'étage 440 est mis en service, le 290 s'épuisant de plus en plus. Pour accéder au charbon, des bures sont creusés au départ du puits en activité. L'accrochage du fond et le moulinage au jour sont modernisés, ainsi que le matériel, qui fonctionne désormais à l'électricité.
L'étage 290 est abandonné vers 1958. Les années suivantes, la fosse extrait entre 300 000 et 400 000 tonnes annuelles. La réserve de charbon est estimée à deux millions de tonnes. Toutefois, elle s'amenuise rapidement et l'exploitation est de moins en moins rentable, d'autant plus qu'il n'est pas possible de descendre au-delà de 440 mètres. En 1964, le charbon est extrait aux étages 265 et 415 mètres. Un bure est creusé pour exploiter le gisement entre −440 mètres et la faille Agache en 1967.
Peu avant sa fermeture, la fosse De Sessevalle a réuni, dans une même taillen, les dernières innovations techniques utilisées dans les tailles pentées du Groupe de Douai. Le train haveur se compose essentiellement de trois tourelles munies de pics. L'ensemble comporte cinq plateformes métalliques reliées entre elles. Le train haveur à palettes abat le charbon avec ses pics d'une part, et le transporte au pied de la taille avec ses palettes d'autre part. L'autre technique est celle du remblai coulé, qui consiste à amener les produits de remblaye calibrés en tête de taille, dans une goulotte. Ils sont ensuite déversés dans la taille par une colonne de tuyaux. Le remblaye se fait en montant, sur deux havées en même temps. Un grillage à remblai est disposé au préalable de façon à permettre la répartition des produits avec une pression identique sur les deux lignes de boisage. Au fur et à mesure de la montée des remblais, les tuyaux sont démontés et placés deux havées en avant.
Ce système a été mis en place car il fallait assurer le remblai de la taille, car elle est située à l'intérieur du périmètre du stot de sécurité, de plus, l'utilisation du marteau piqueur tend à être abandonnés, aussi, l'emploi du train haveur avec remblayage simultané est tout indiqué. C'est la première fois qu'un train haveur est utilisé dans une taille si longue (150 mètres), et avec une ouverture aussi grande (plus de deux mètres). Bien que l'affaissement du toit des galeries ait parfois entraîné quelques imprévus, la taille fournit une production de 400 à 600 tonnes par jour, et il faut, en moyenne et journellement, 600 berlines de terres calibrées qui viennent des lavoirs de Gayant.
La mécanisation est complète. Les produits de la niche de tête sont ramenés vers le front de taille à l'aide d'une houe actionnée par un petit treuil Samia. Le chef de taille est équipé d'un généphone qui lui permet de rester en liaison avec les deux boutonneurs, ce qui simplifie d’autant la surveillance de la taille et la bonne marche du chantier.

### Fermeture
Le gisement s'épuisant et l'extraction devenant de moins en moins rentable, les prévisions d'une fermeture en 1980 sont revues à la baisse. D'autres facteurs entrent en cause comme l'émergence du pétrole et la concentration de fosses qui permet une bien meilleure rentabilité, comme les fosses Lemay, Bonnel et Déjardin qui sont concentrées sur la fosse Barrois en 1963. La fermeture progressive des sites les plus pauvres est entérinée par la Direction des Houillères.
L'activité cesse en 1970 au siège De Sessevalle, dix ans avant la date prévue. Les veines les plus éloignées du puits sont progressivement abandonnées. L'exploitation se concentre sur les veines les plus proches du puits. Le matériel encore utilisable est récupéré, le reste est abandonné sur place, noyé dans l'eau qui n'est même plus évacuée. Le stot de sécurité du puits est exploité. La date de la fermeture du siège est officiellement fixée au dernier jour de juillet 1970. Dans les faits, la production cesse au début du mois de juillet, lors du départ du personnel en congés payés.

### Démantèlement
Le démantèlement des installations se fait suivant un ordre bien précis. Les machines électriques, les berlines, les matériels de perforation sont remontés au jour. Les installations de l'accrochage étant devenues inutilisables, les agents habilités s'installent sur le toit des cages pour remonter le matériel. L'équipement du puits est laissé en l'état. Les cages, les câbles et les machines d'extraction sont vendus à des ferrailleurs. Ces opérations durent un mois.
Le rebouchage des deux puits commence immédiatement. Les schistes sont amenés par trains entiers en provenance des lavoirs des fosses voisines, des tapis roulants déversent ensuite les schistes dans le puits, où les ouvertures des bowettes ont préalablement été murées. Ces opérations durent deux mois. Le jour de la Sainte-Barbe de 1970, alors que les puits sont bientôt entièrement comblés, un affaissement de trente mètres intervient dans l'un des deux puits. Bien qu'il n'y ait pas eu de victimes, le travail est retardé de quelques jours, les puits sont finalement entièrement remblayés dans les derniers jours du mois de décembre 1970.
Trois années plus tard, les bâtiments annexes comme les ateliers, les bureaux ou la lampisterie sont démolis, il s'ensuit la démolition des installations et des chevalements, victimes des chalumeaux des ferrailleurs. Le personnel encore en service est muté dans les fosses des environs comme Agache, Lemay, Barrois ou Arenberg.

### Reconversion du site
Le site démoli reste en friche durant une trentaine d'années. Le bâtiment des pendus, ainsi que le mur d'enceinte subsistent. À l'emplacement des anciennes usines à boulets, un comptoir de vente est installé. Tout est démoli en 1992 lorsqu'est construite la Route nationale 455, la rocade minière (devenue Autoroute française A21 en 2009). La voie rapide est construite à la place de la ligne Somain - Douai (Nord) d'une centaine de mètres avant l'entrée de la fosse, jusqu'au terril de Rieulay. Le carreau de la fosse est traversé par la sortie no 27, desservant Rieulay, et le quartier De Sessevalle.

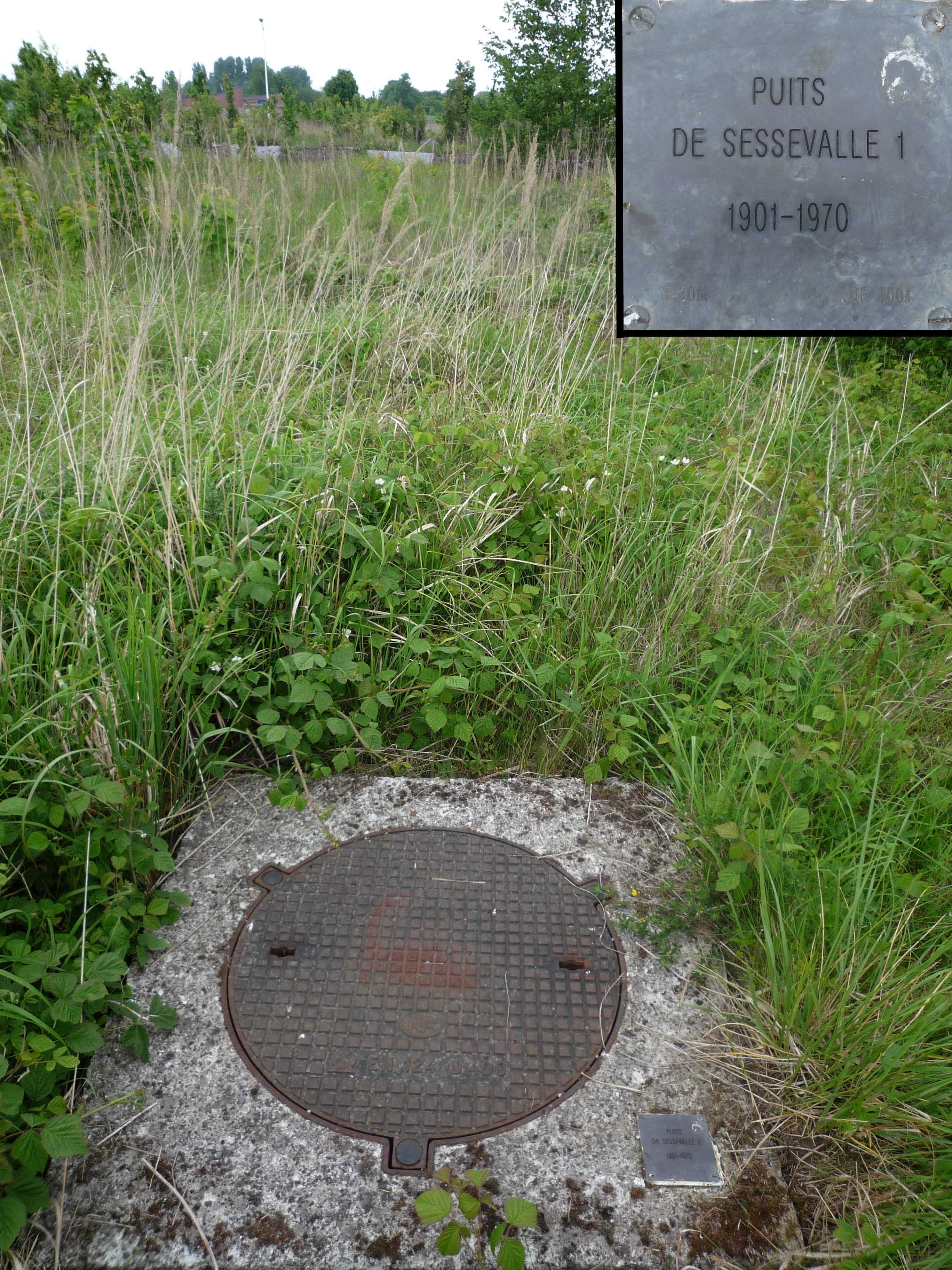
Tête de puits signalisée De Sessevalle no 1.
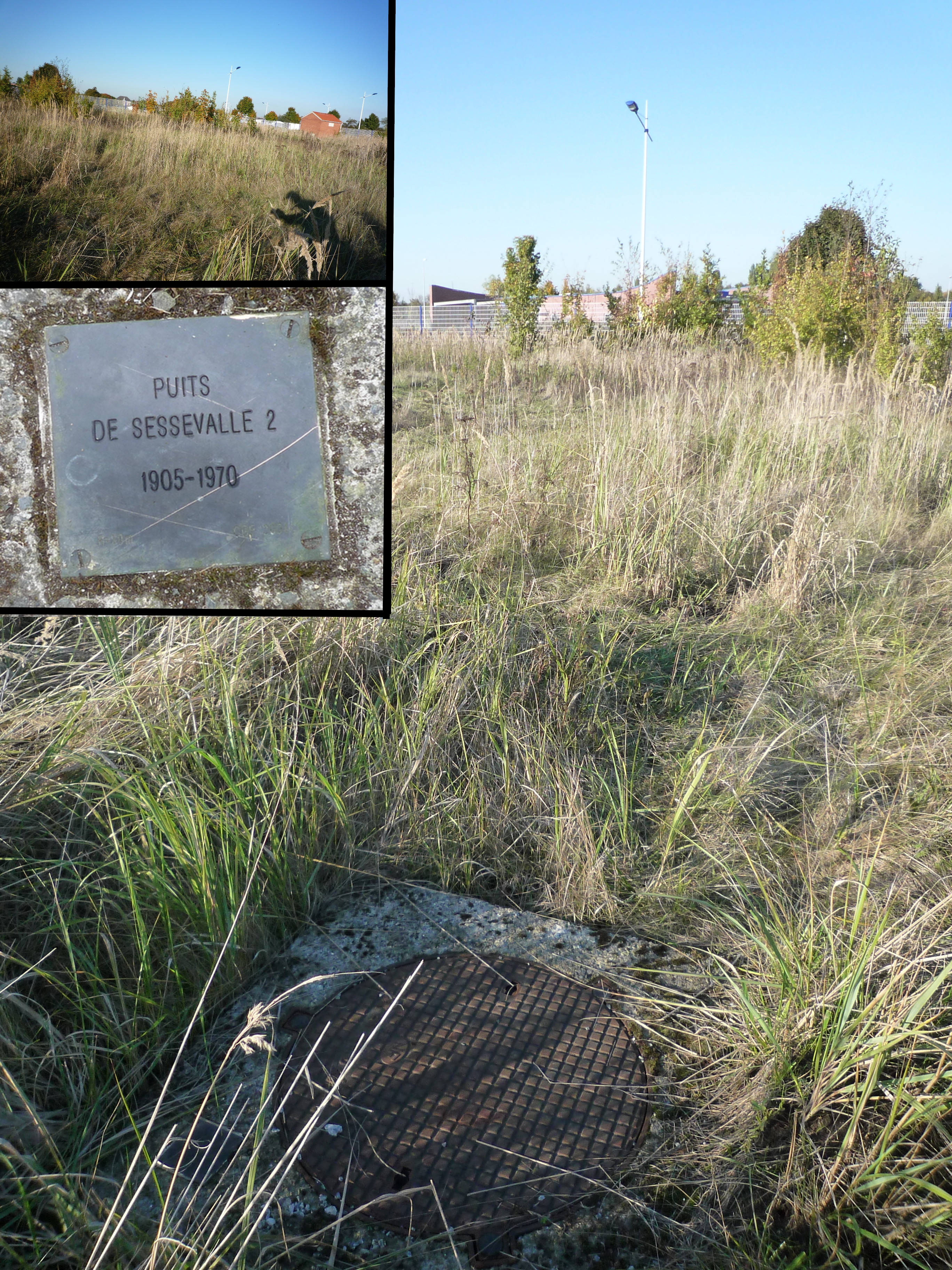
Tête de puits signalisée De Sessevalle no 2.
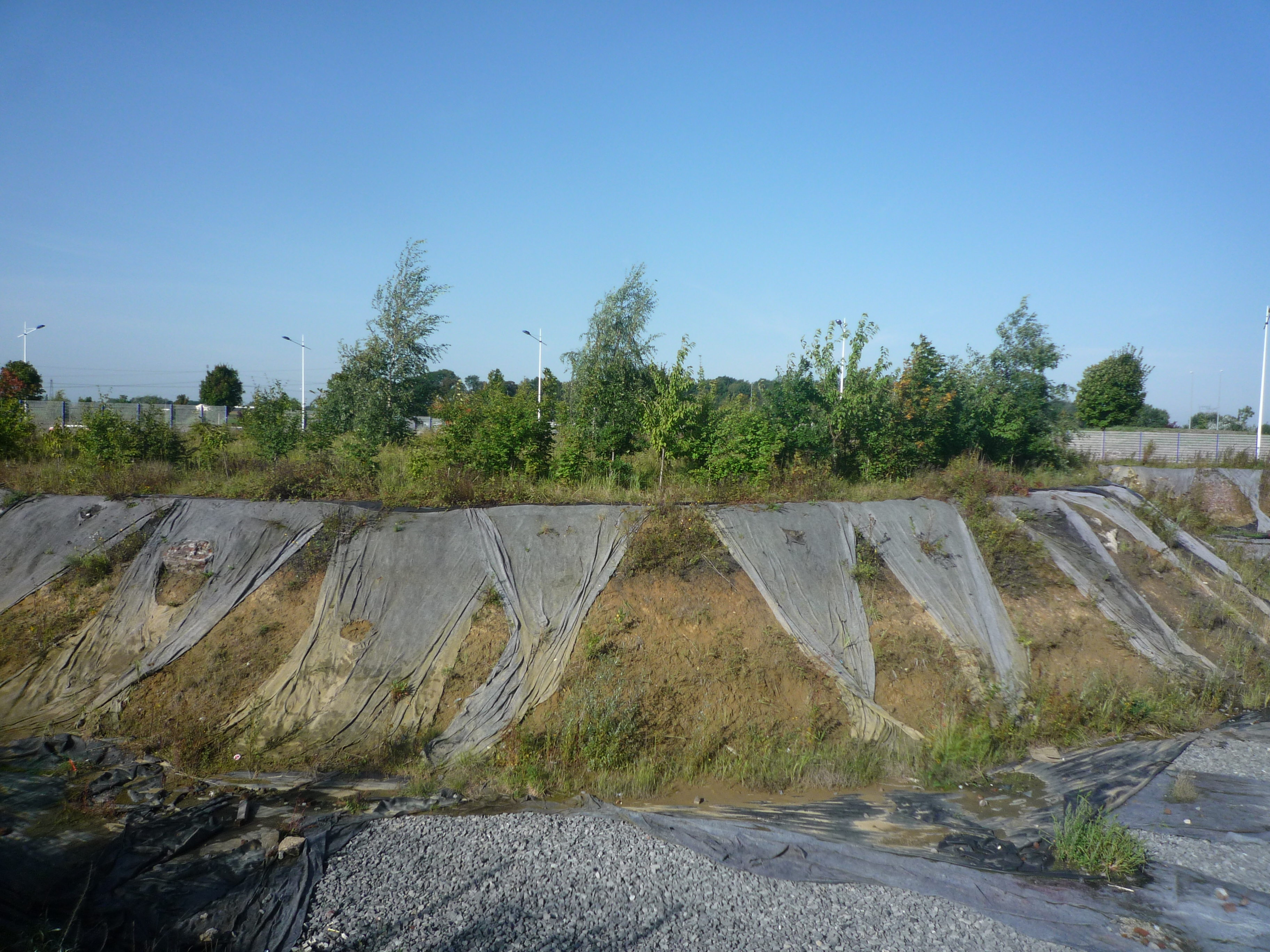
Rayon de protection du puits no 1.
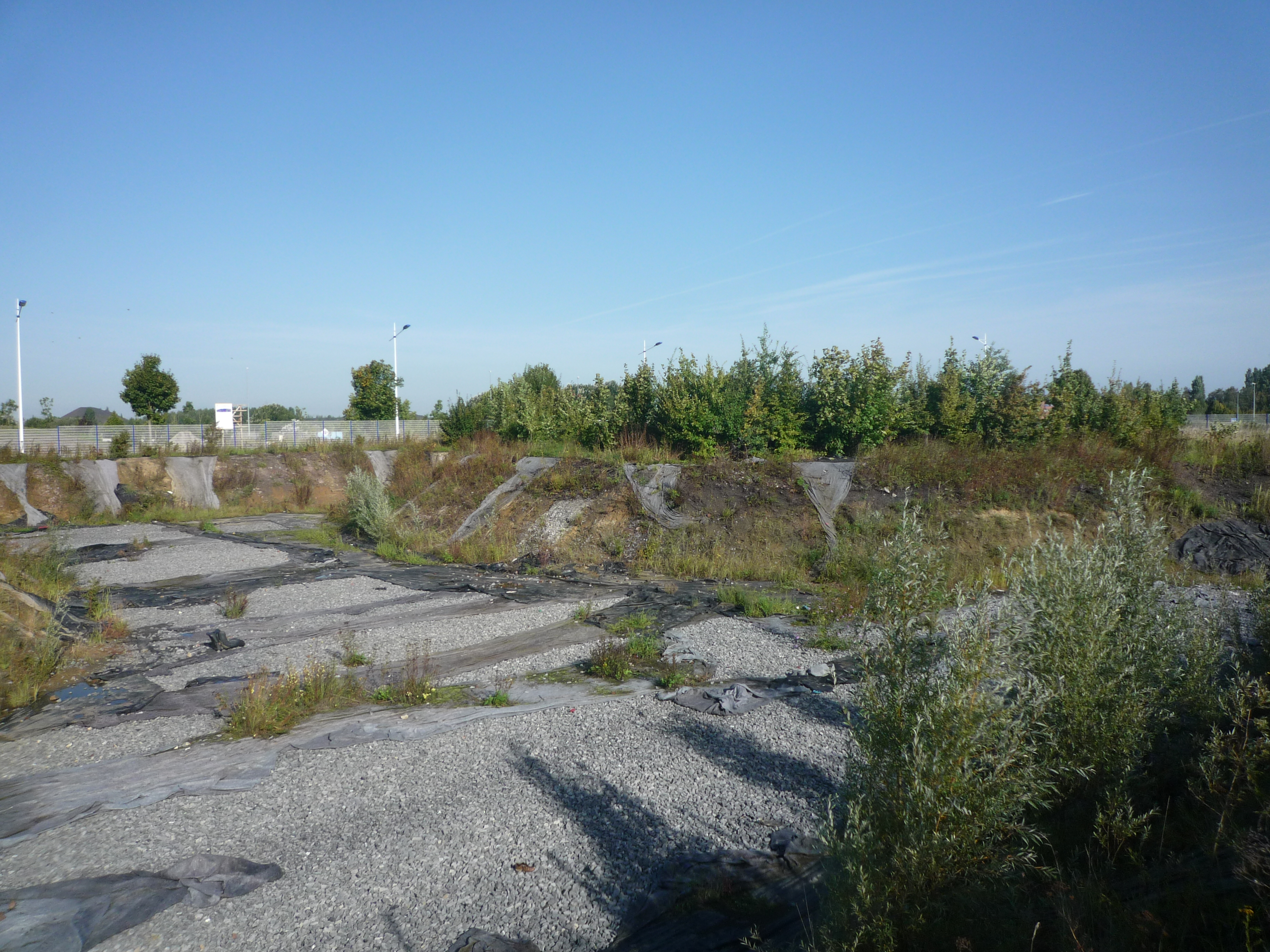
Rayon de protection du puits no 2.
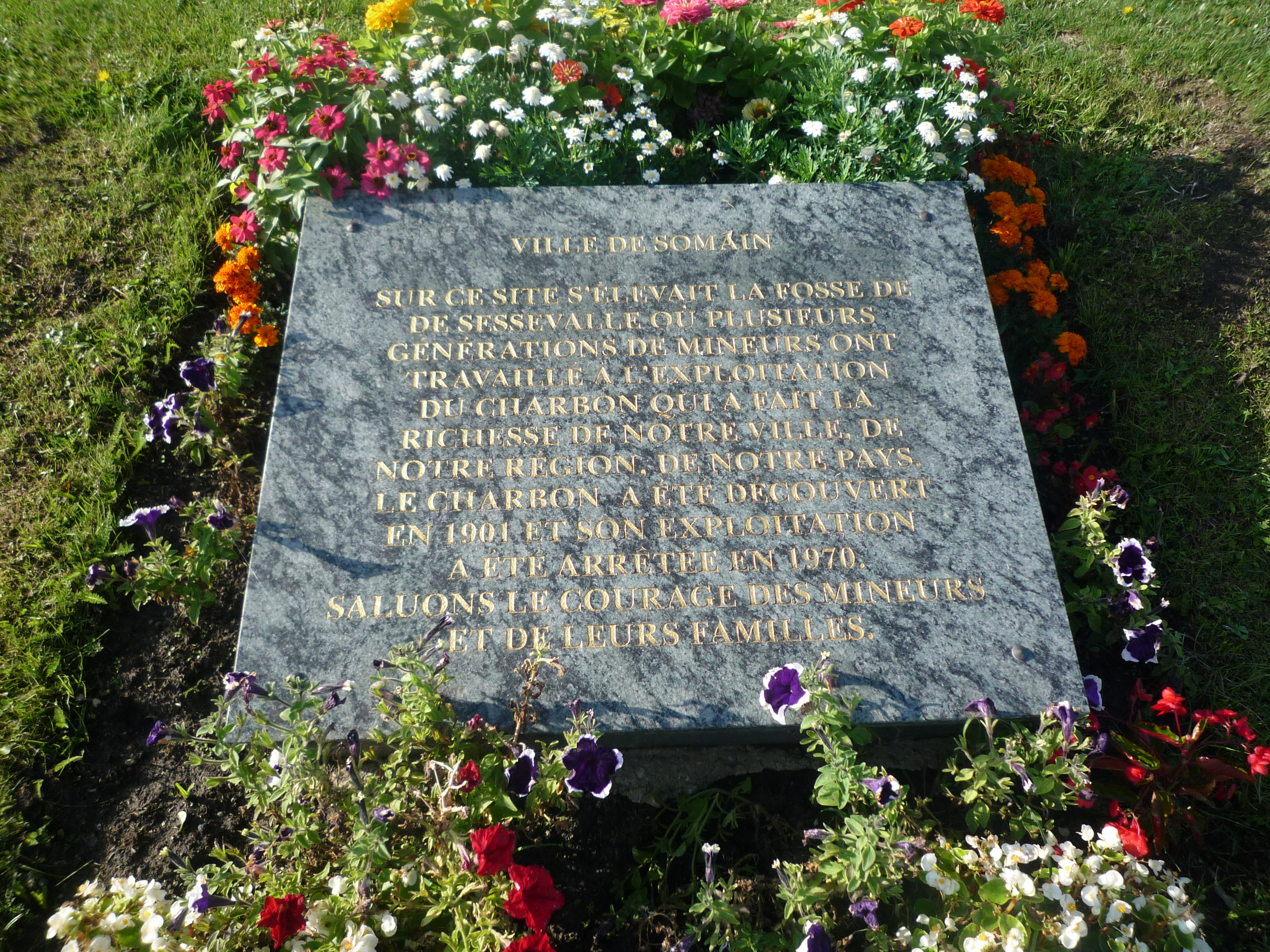
Plaque commémorative, en souvenir des mineurs.
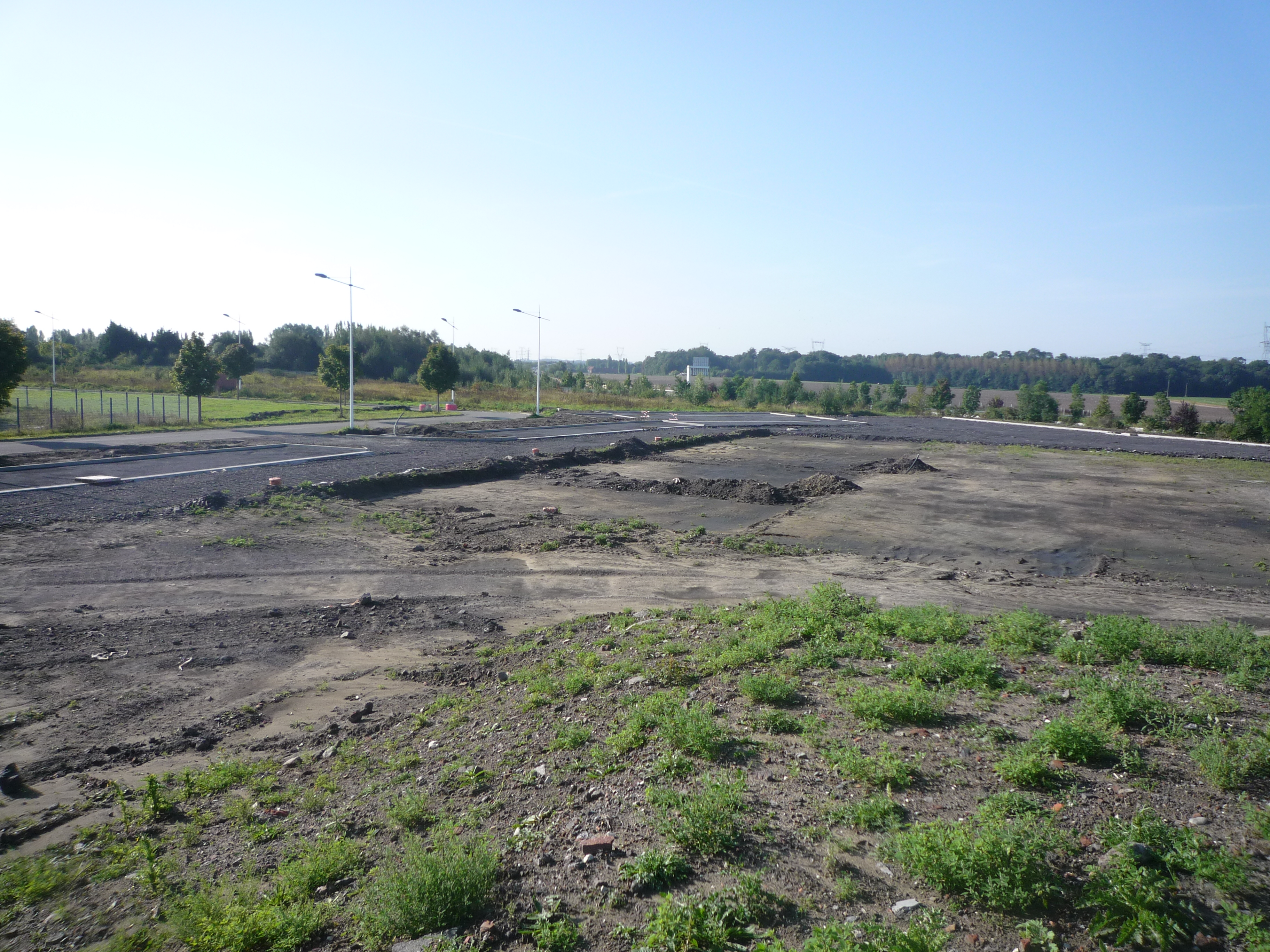
Vue vers le sud du site en 2010.
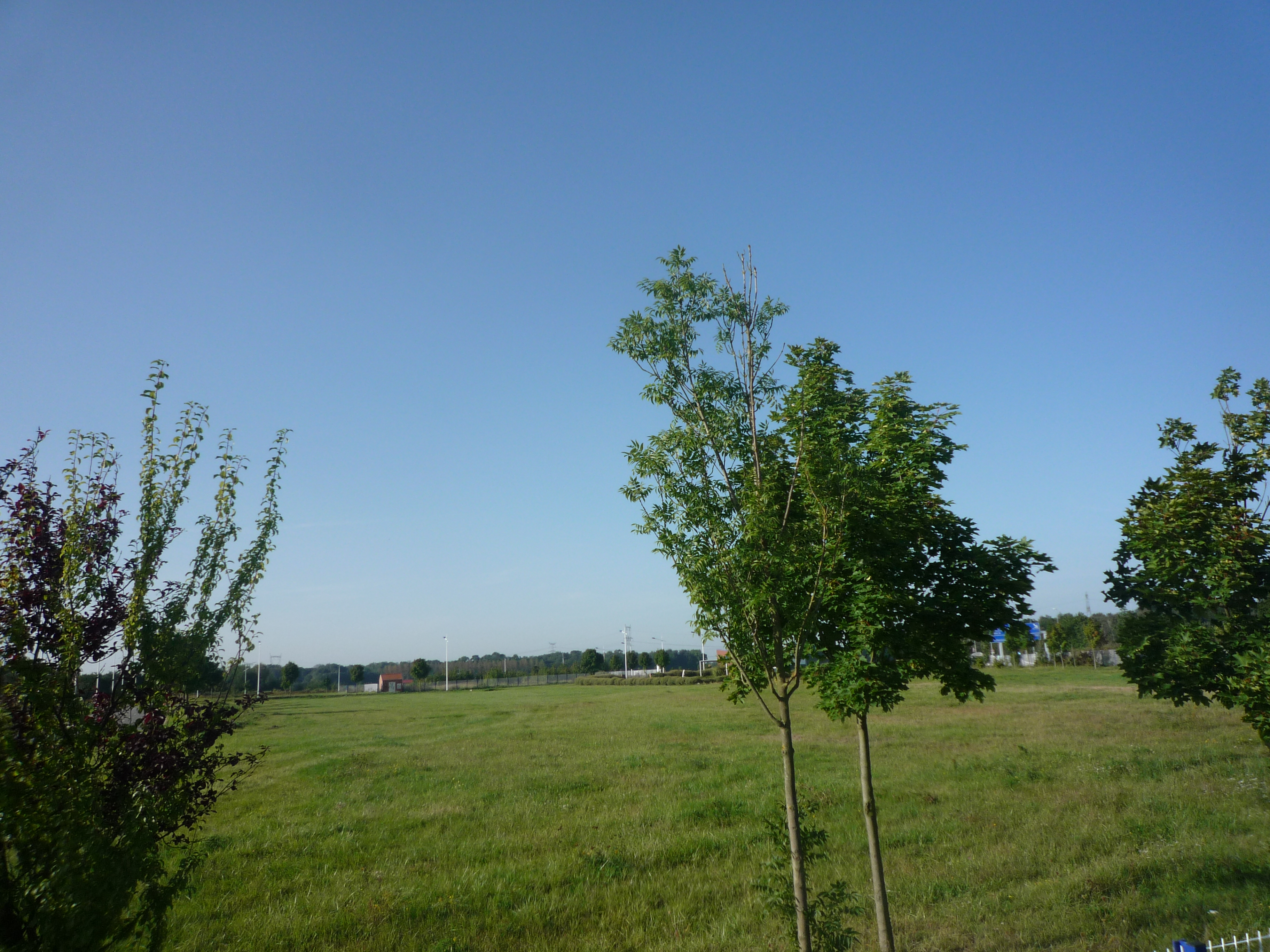
Vue du site depuis l'ancienne entrée.
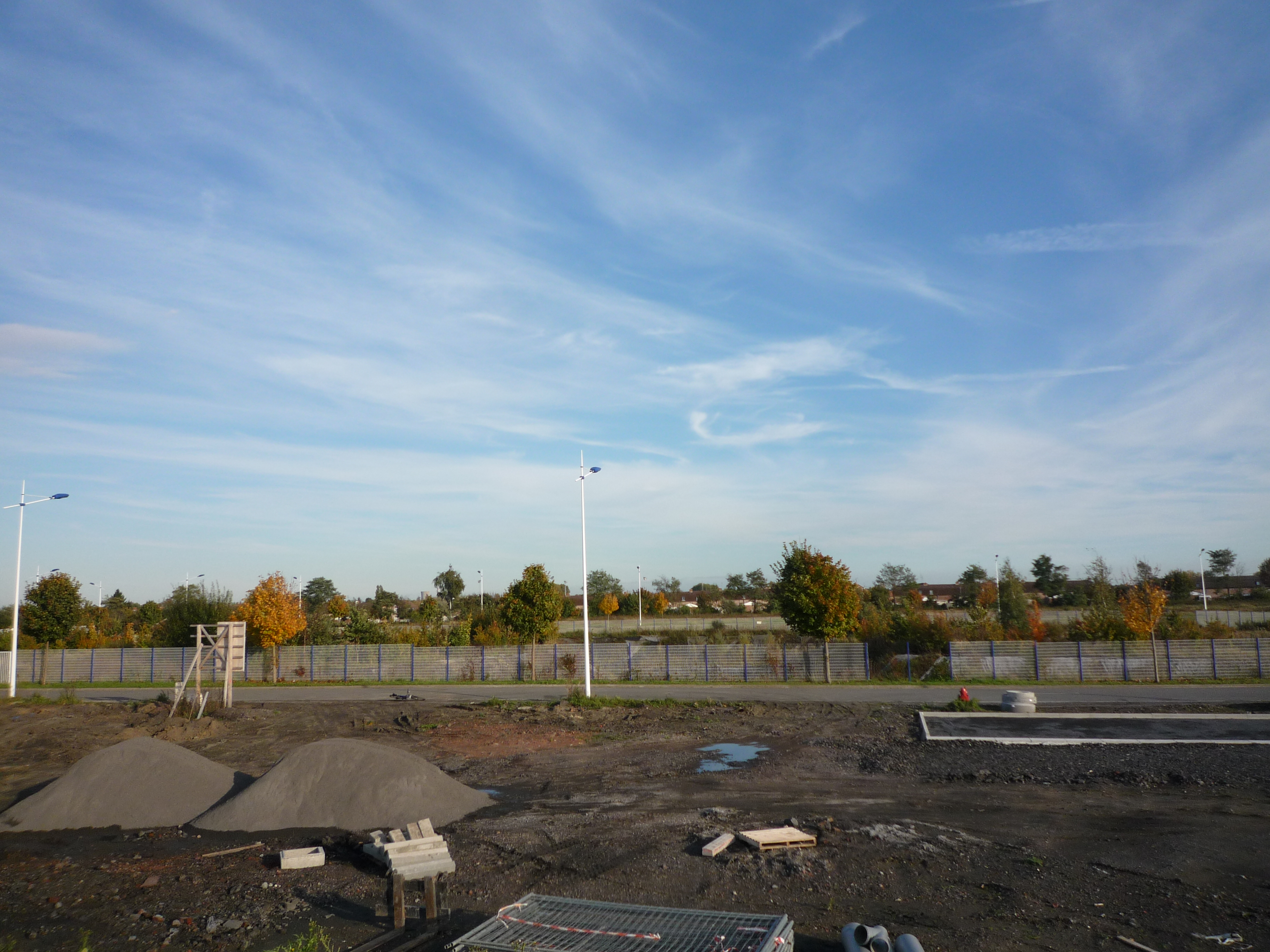
Vue du site où se trouvaient les bâtiments d'extraction et les chevalements. À gauche, le puits no 2, à droite, le puits no 1

Au début des années 2000, le site alors en friche est transformé en zone industrielle. une route part alors d'un rond-point situé rue Achille Andris, puis fait le tour de la zone où se situaient les bâtiments d'extraction. Un bassin de rétention des eaux pluviales imperméable fut creusé au milieu (50° 22′ 12″ N, 3° 15′ 41″ E). Au lieu d'avoir une forme rectangulaire, il a une forme de « H », étant donné qu'au nord et au sud de ce bassin sont situés les puits. Ce bassin est dégradé d'année en année, si bien qu'il n'est désormais plus imperméable, des arbres y poussent. Un second bassin a été creusé, tout au sud du carreau (50° 22′ 04″ N, 3° 15′ 40″ E), près de l'autoroute. En 2004, Charbonnages de France appose deux nouvelles têtes de puits matérialisées. Le rayon de protection est de trente mètres. Dans cette zone, il est interdit de construire. Les puits ont un rayon minimal de vingt mètres où le sol n'a pas été creusé lors de l'aménagement de la zone industrielle.
Une plaque a été apposée près de l'ancienne entrée de la fosse, en souvenir des mineurs.

## Les terrils
L'exploitation de la fosse De Sessevalle a laissé quatre terrils, dont deux terrils cavaliers qui ont disparu.

### Terrilno144, Rieulay
50° 22′ 49″ N, 3° 14′ 42″ E

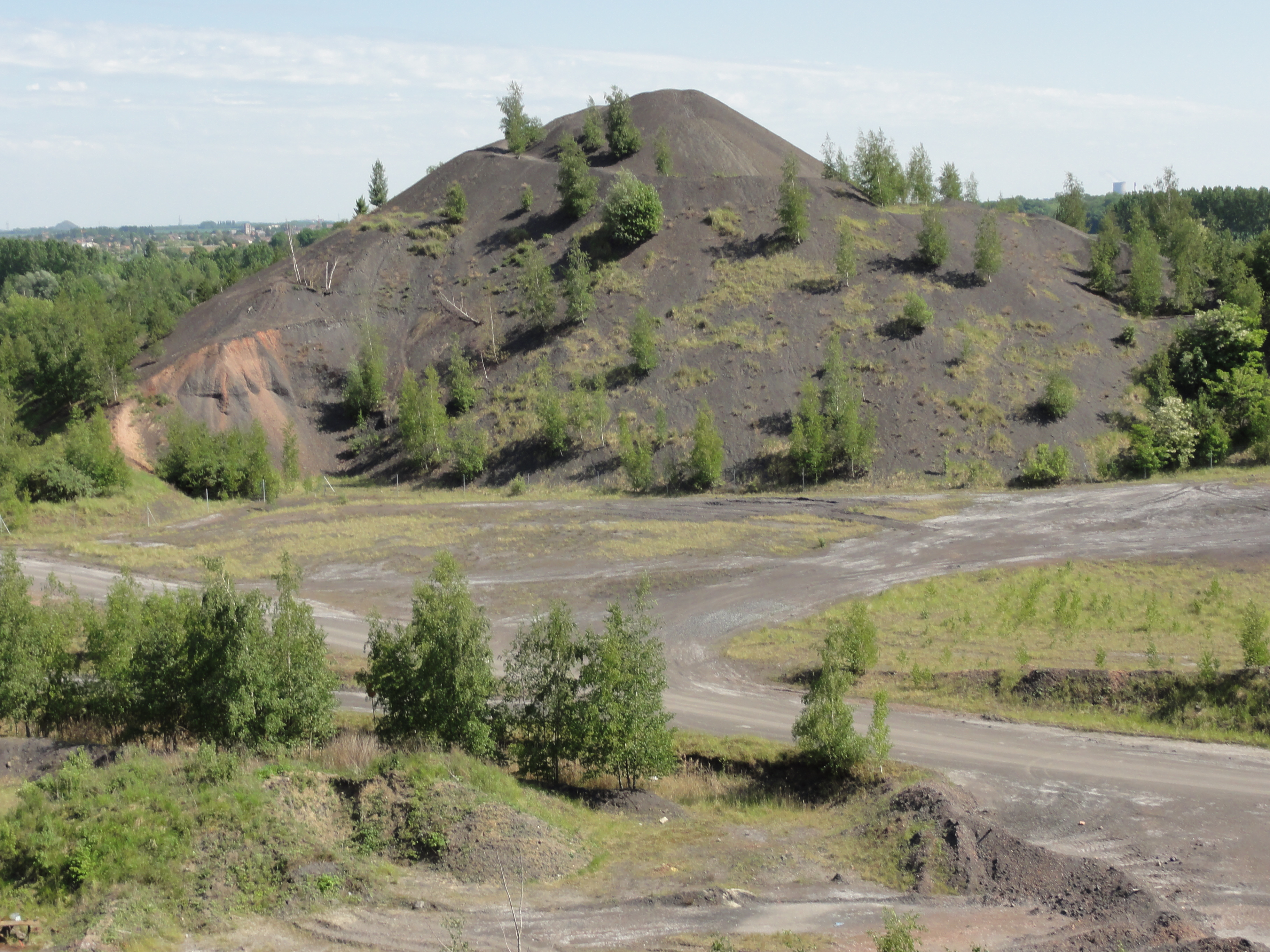
Le terril de Rieulay.

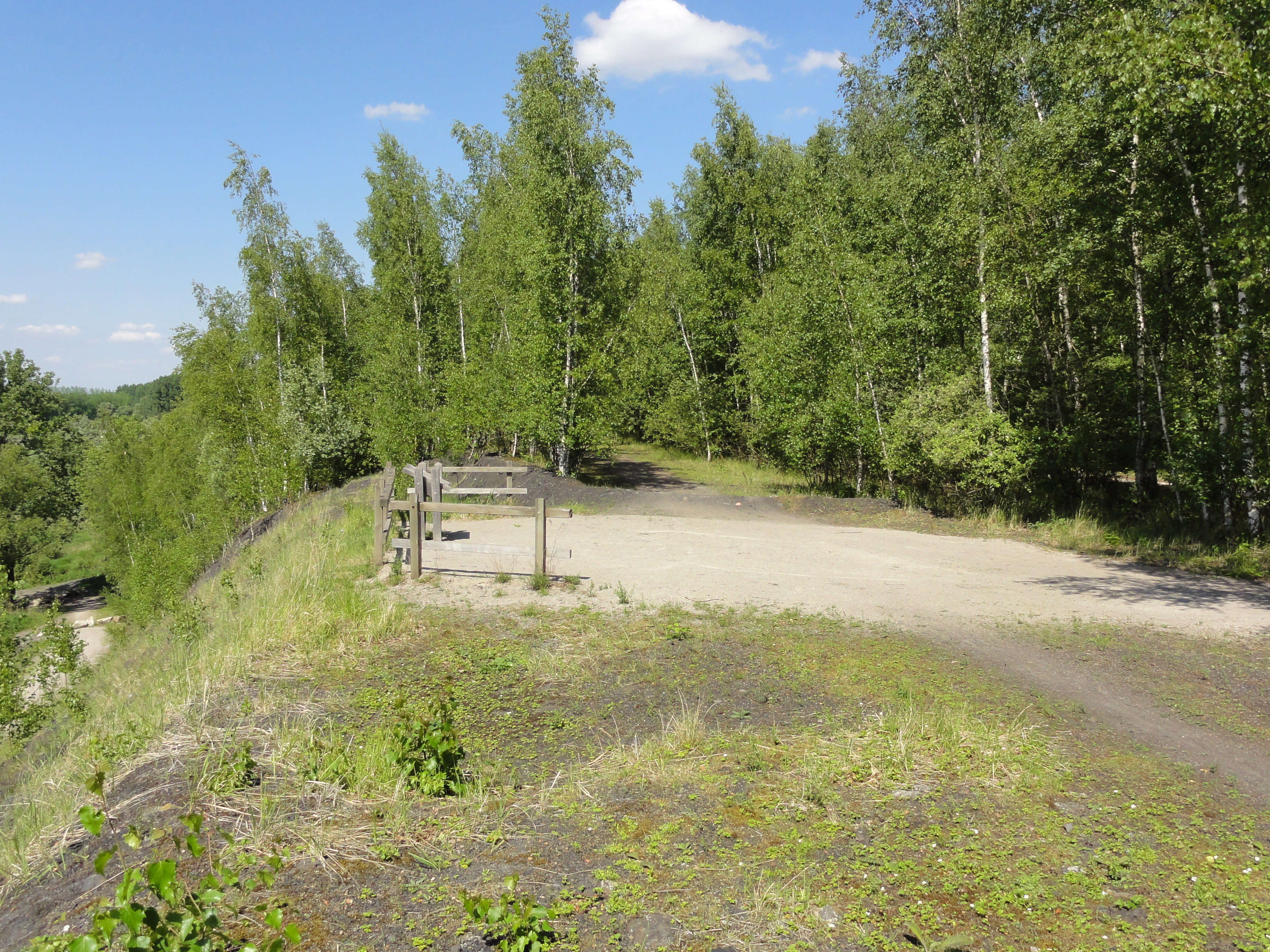
Le terril de Rieulay.

Le terril no 144, situé à Rieulay et Pecquencourt, est le terril plat des fosses De Sessevalle et Lemay. Il a été partiellement exploité, mais est avec ses 140 hectares, le terril le plus vaste d'Europe. Sur sa partie ouest, se situe le terril no 254, sur sa partie sud, le terril cavalier disparu no 251, mal délimité. Le terril no 144 fait partie des 353 éléments répartis sur 109 sites qui ont été classés le 30 juin 2012 au patrimoine mondial de l'Unesco. Il constitue le site no 27.

### Terrilno251, Cavalier du site de Rieulay
50° 22′ 35″ N, 3° 14′ 31″ E
Le terril no 251, disparu, situé à Rieulay, était un terril cavalier localisé au sud du terril no 144, dit de Rieulay.

### Terrilno254
50° 22′ 54″ N, 3° 14′ 09″ E

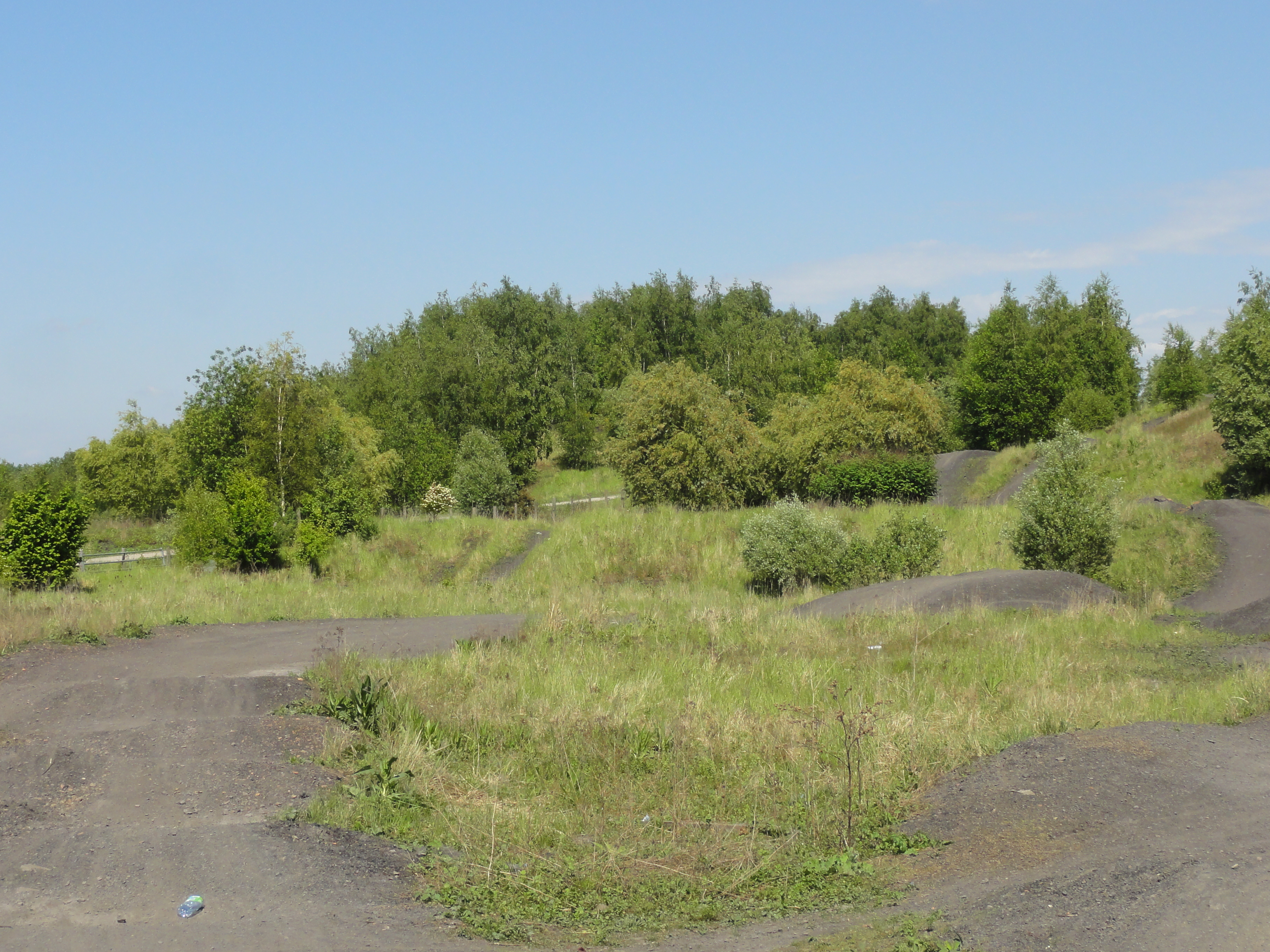
Le terril no 254.

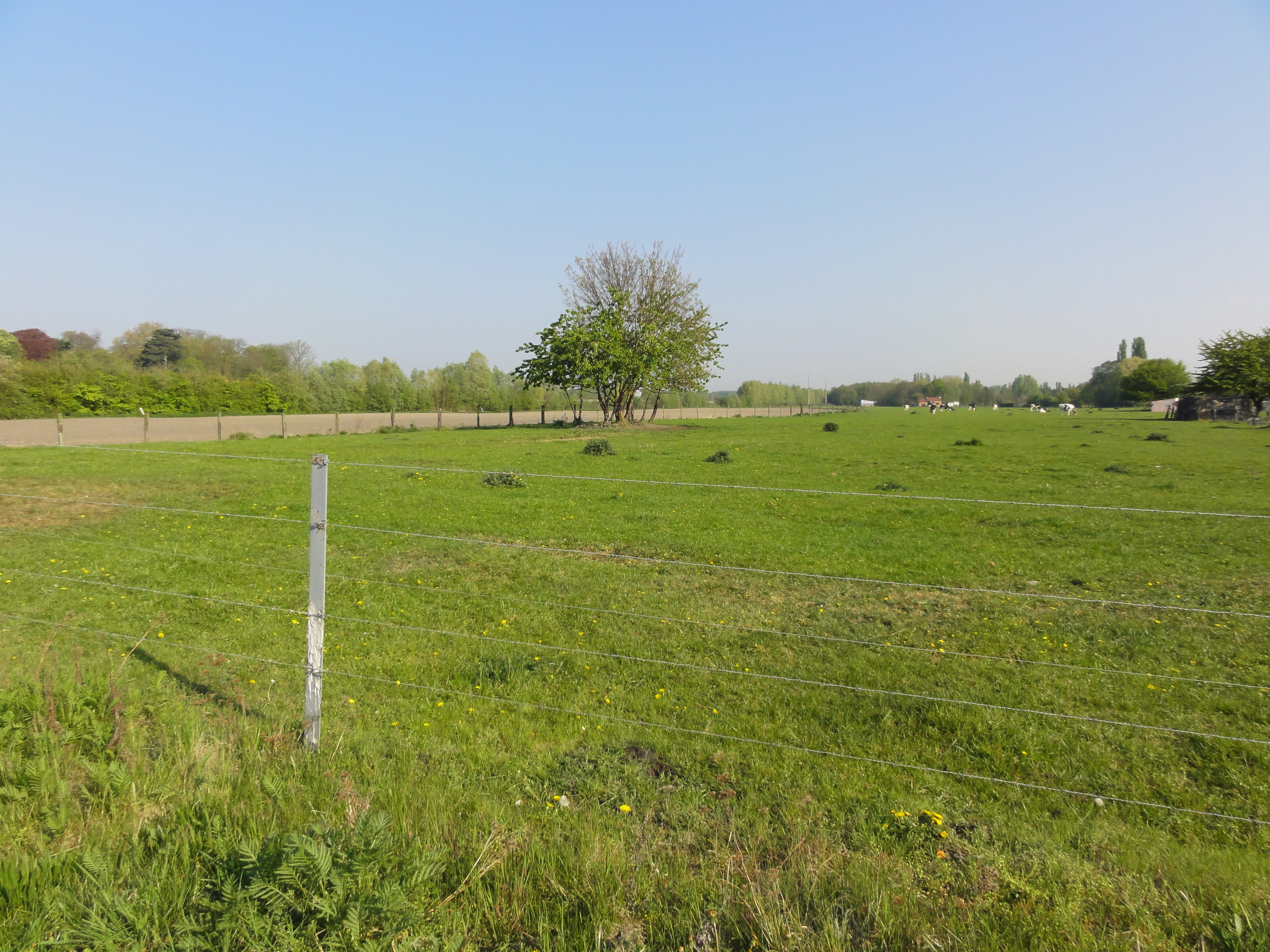
Le site du terril cavalier route de Bruille.

Le terril no 254, situé à Pecquencourt, est un terril plat, partiellement exploité, accolé à l'ouest du terril de Rieulay.

### Terrilno255, Cavalier route de Bruille
50° 22′ 04″ N, 3° 15′ 40″ E
Le terril no 255, disparu, situé à Somain, était un terril cavalier reliant le pont qui surplombait le triage de Somain à la fosse De Sessevalle. Il a été intégralement exploité.

## Les cités
De vastes cités ont été établies à proximité de la fosse. Les cités pavillonnaires de Beaurepaire, du Bois-Brûlé, du Moulin, et la cité moderne de la ferme de Beaurepaire, font partie des 353 éléments répartis sur 109 sites qui ont été classés le 30 juin 2012 au patrimoine mondial de l'Unesco. Elles constituent en majeure partie le site no 26.

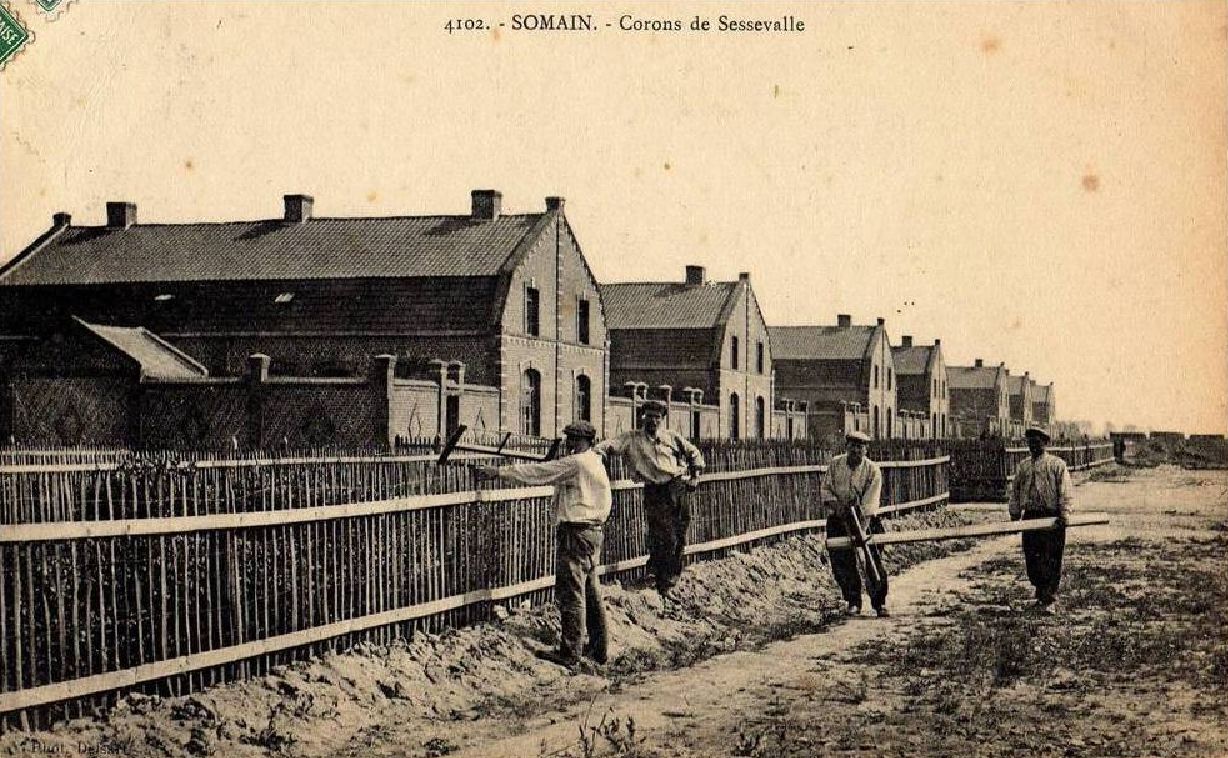
Un modèle courant de la Compagnie d'Aniche.
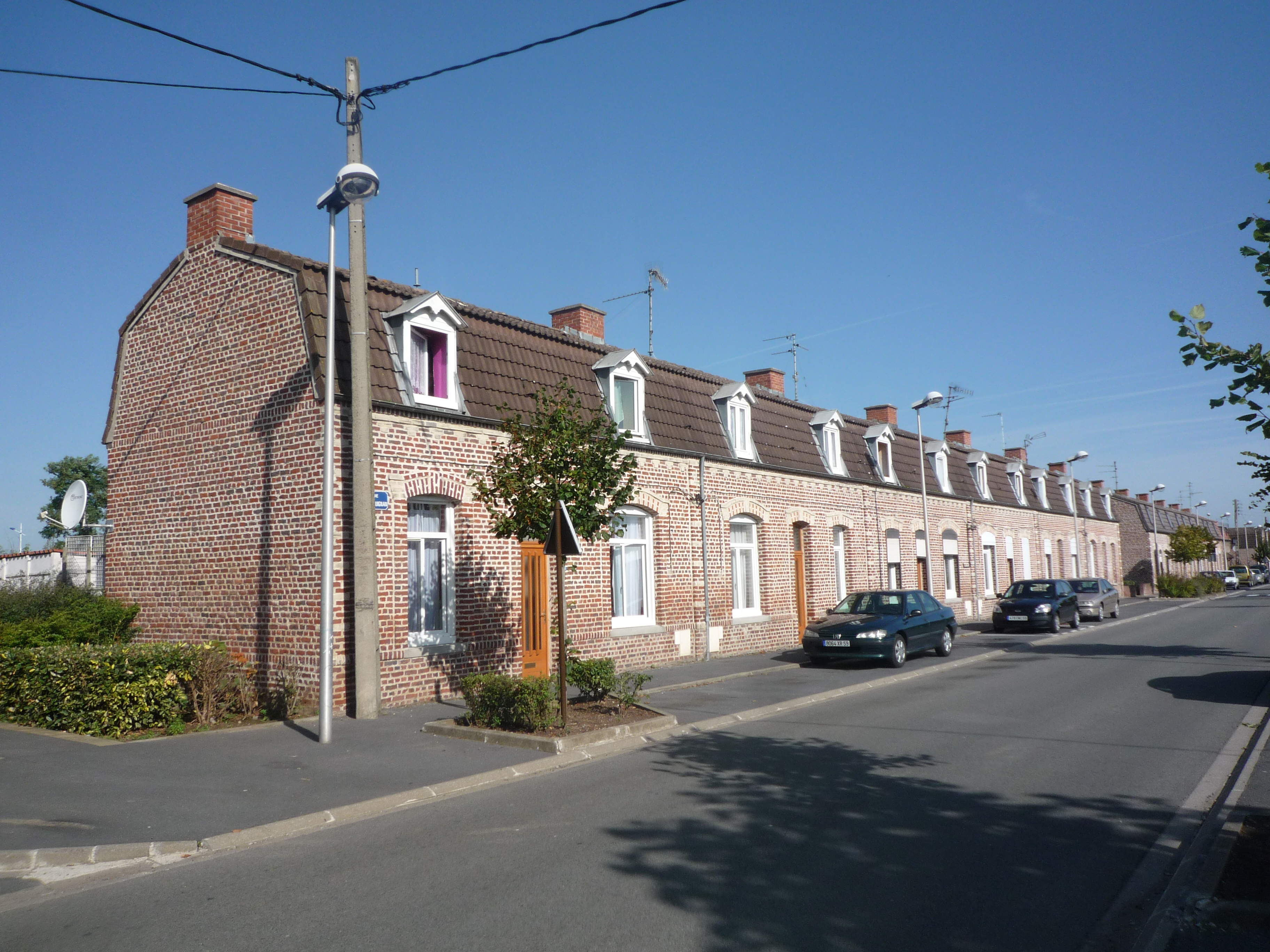
Des corons.
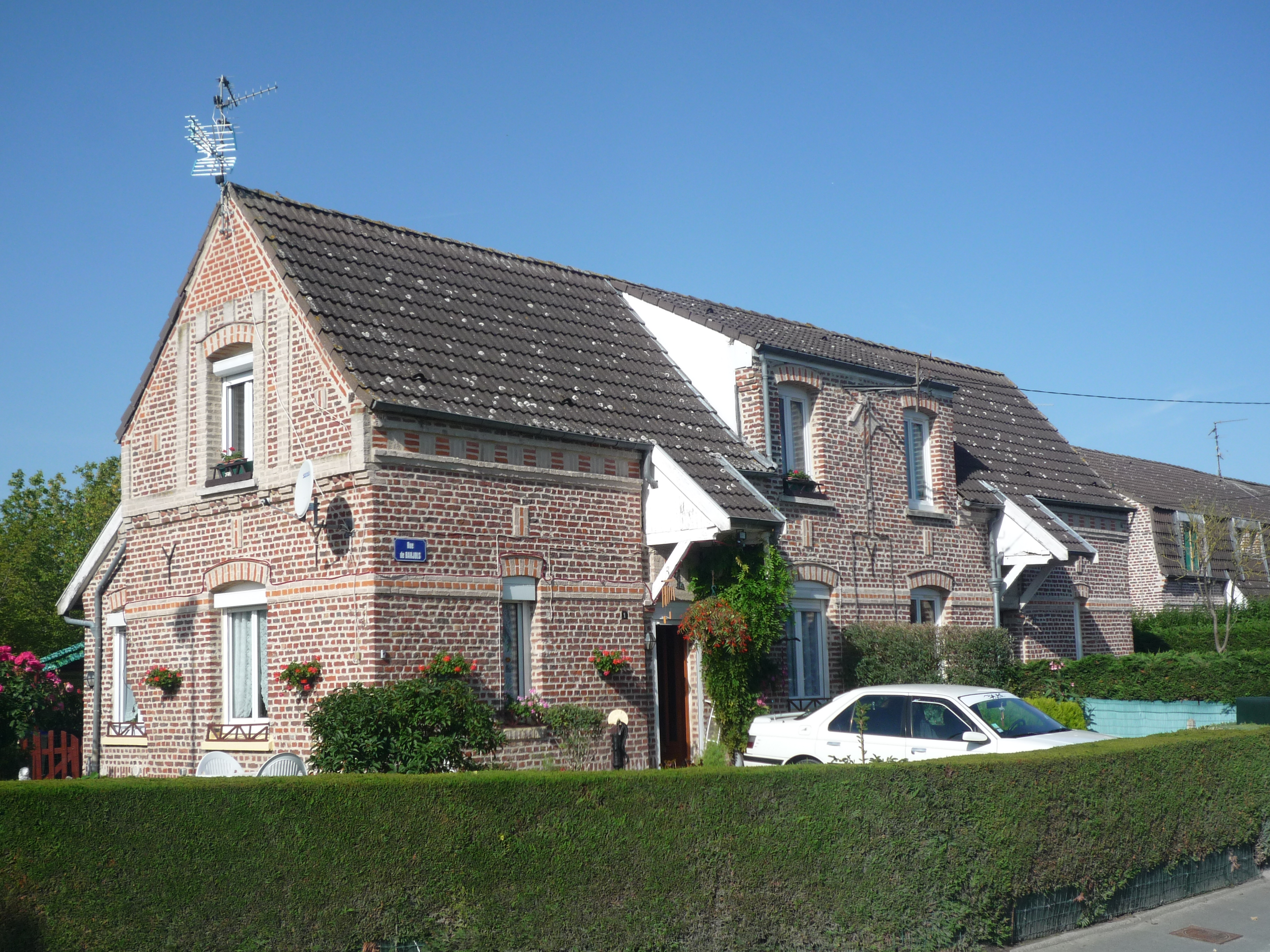
Des habitations groupées par deux.
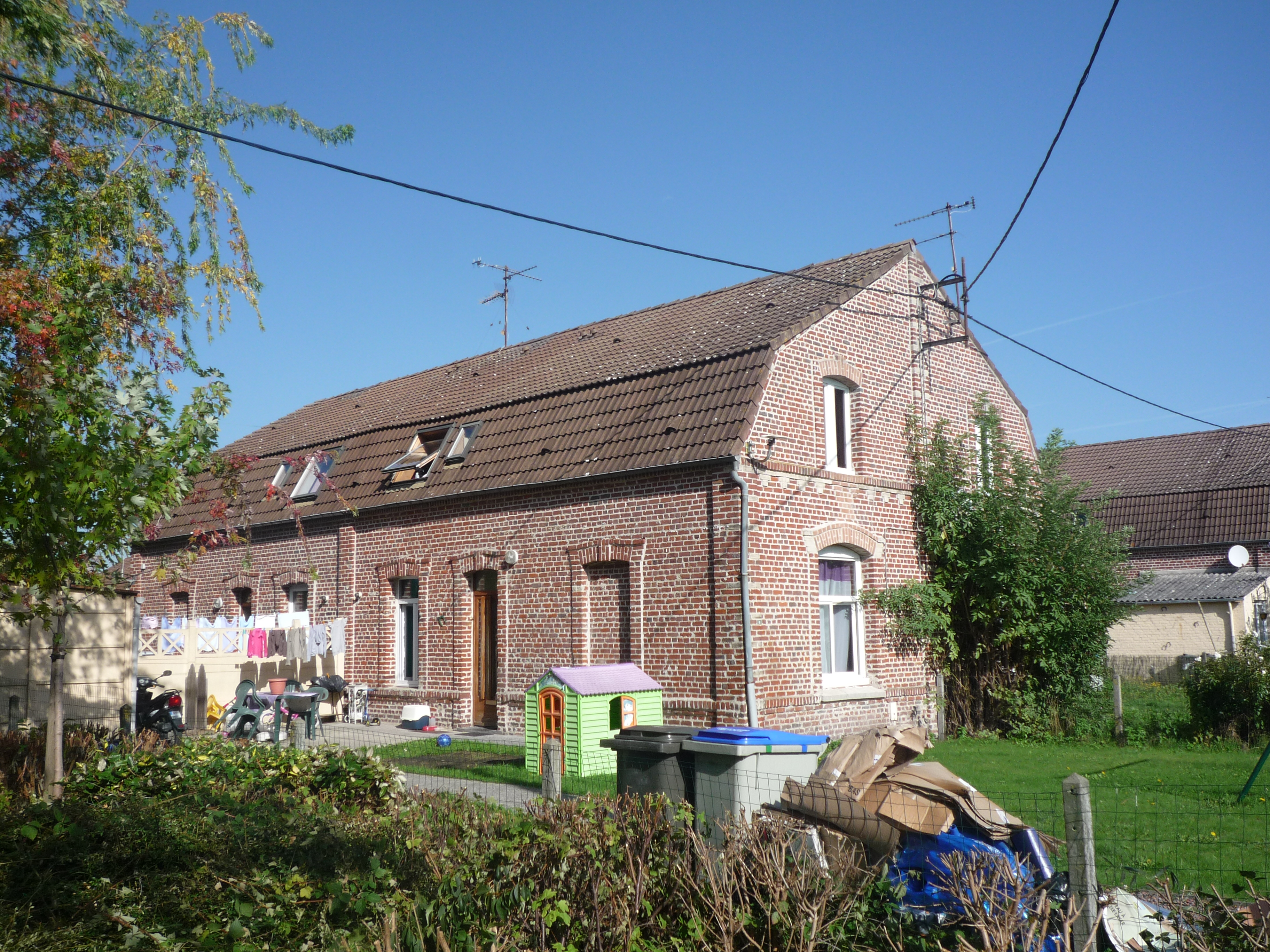
Des habitations groupées par quatre.
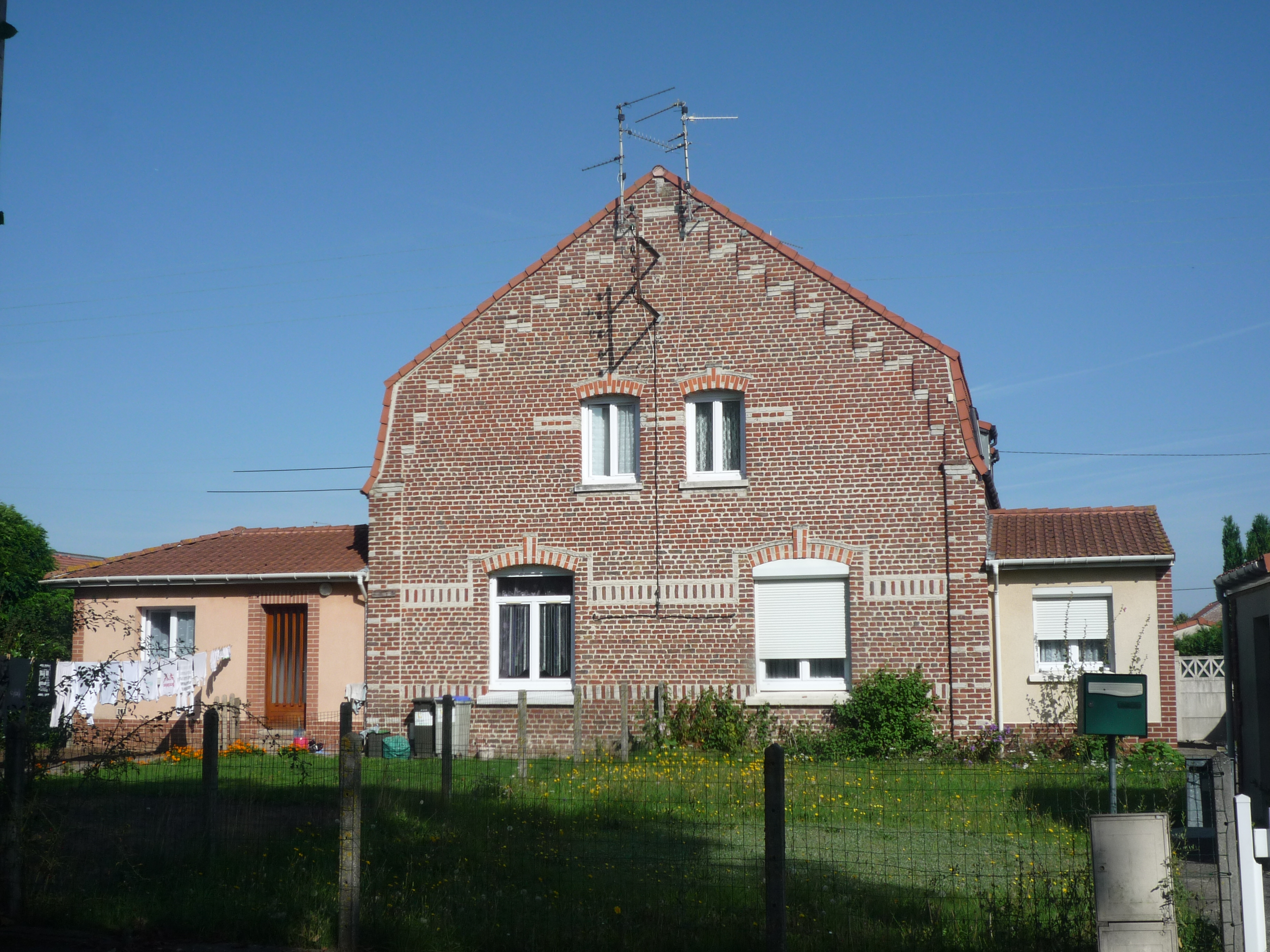
Des habitations groupées par quatre.
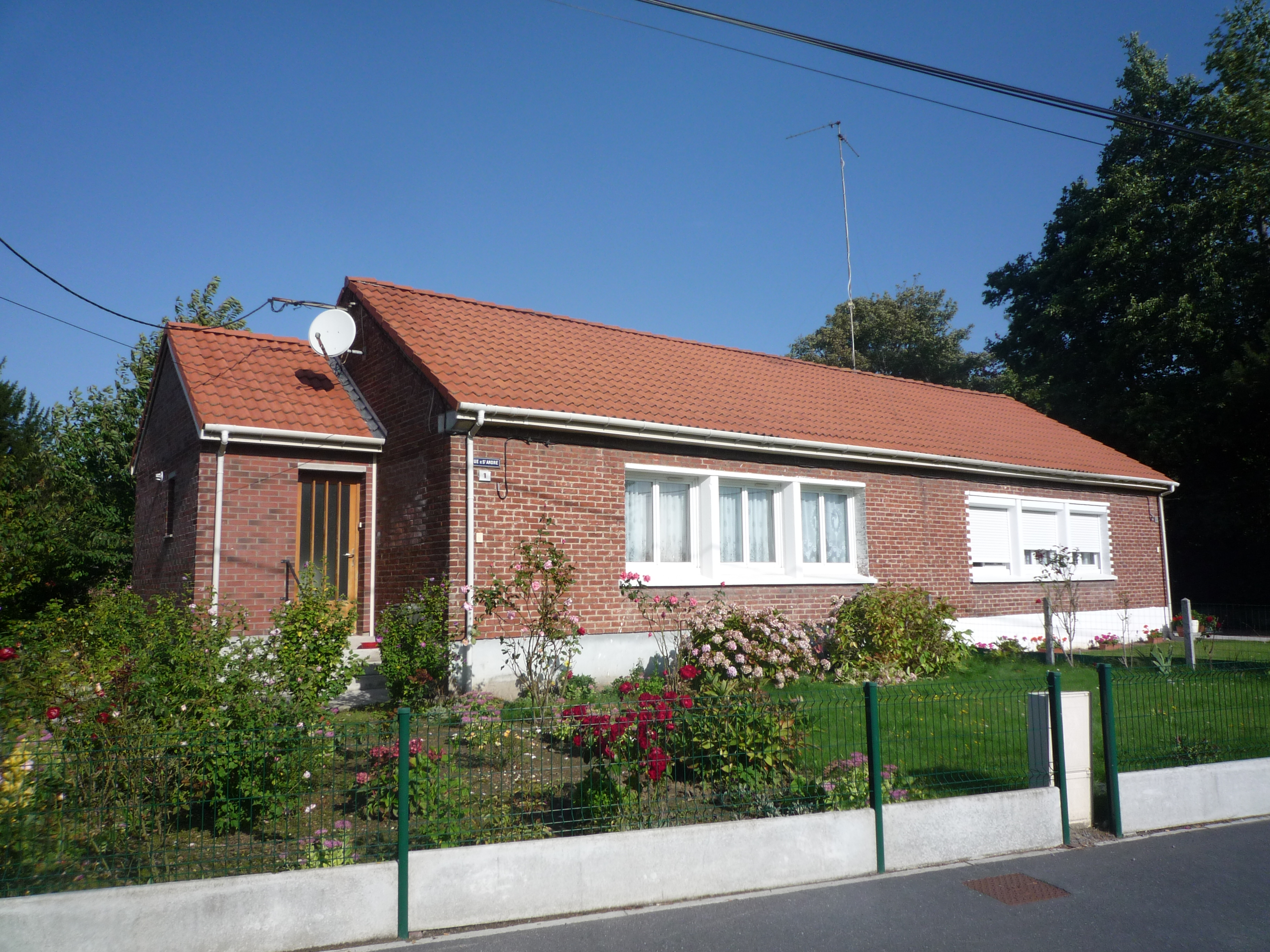
Habitations post-Nationalisation.
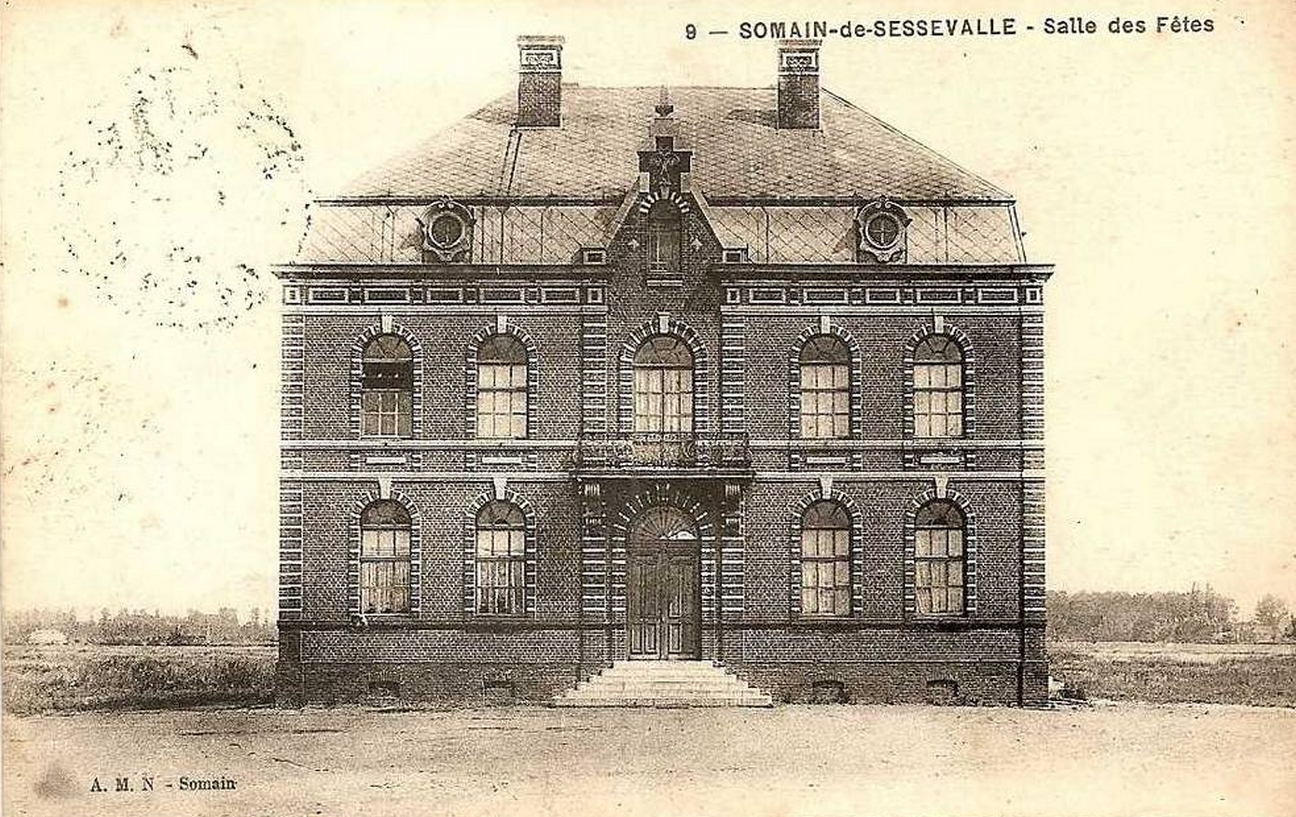
La salle des fêtes devenue dispensaire.
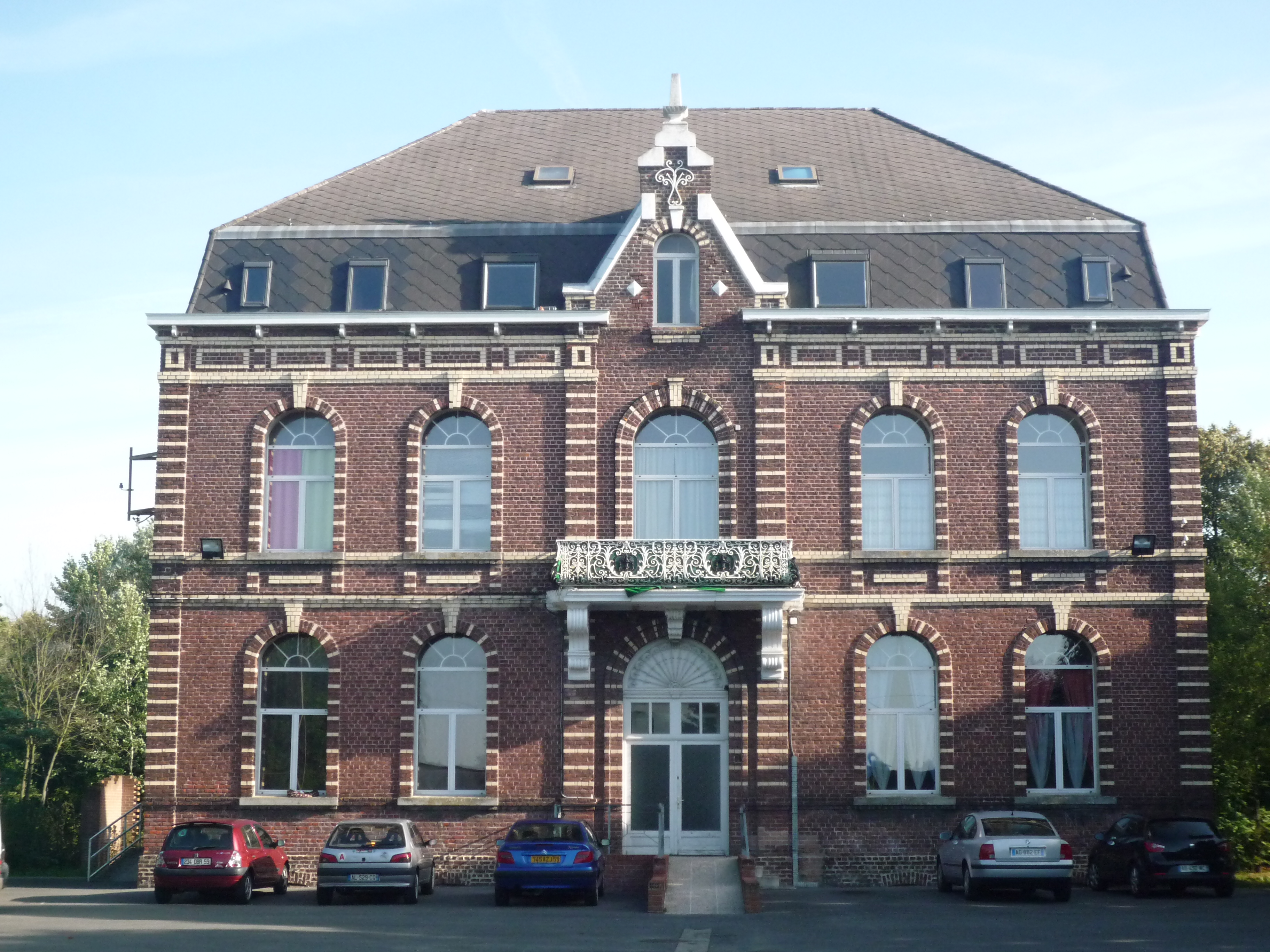
Le dispensaire reconverti en appartements.

### L'église Notre-Dame-des-Orages
Construite à la fin des années 1900, l'église est détruite en 1983. Seul subsiste le presbytère, et la chapelle, menacée de démolition. La chapelle Sainte-Barbe a été classée au patrimoine mondial de l'Unesco le 30 juin 2012.

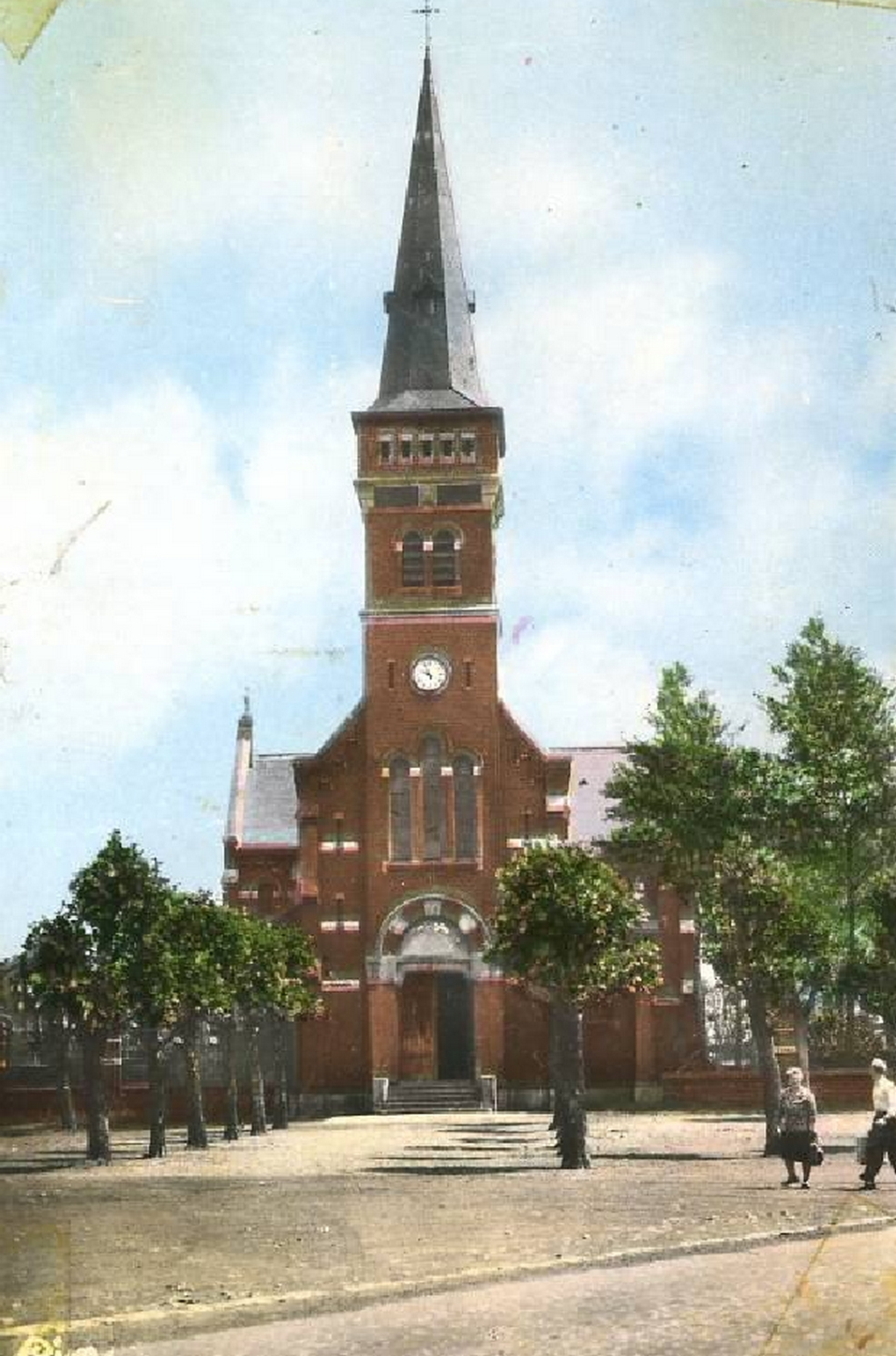
L'église.
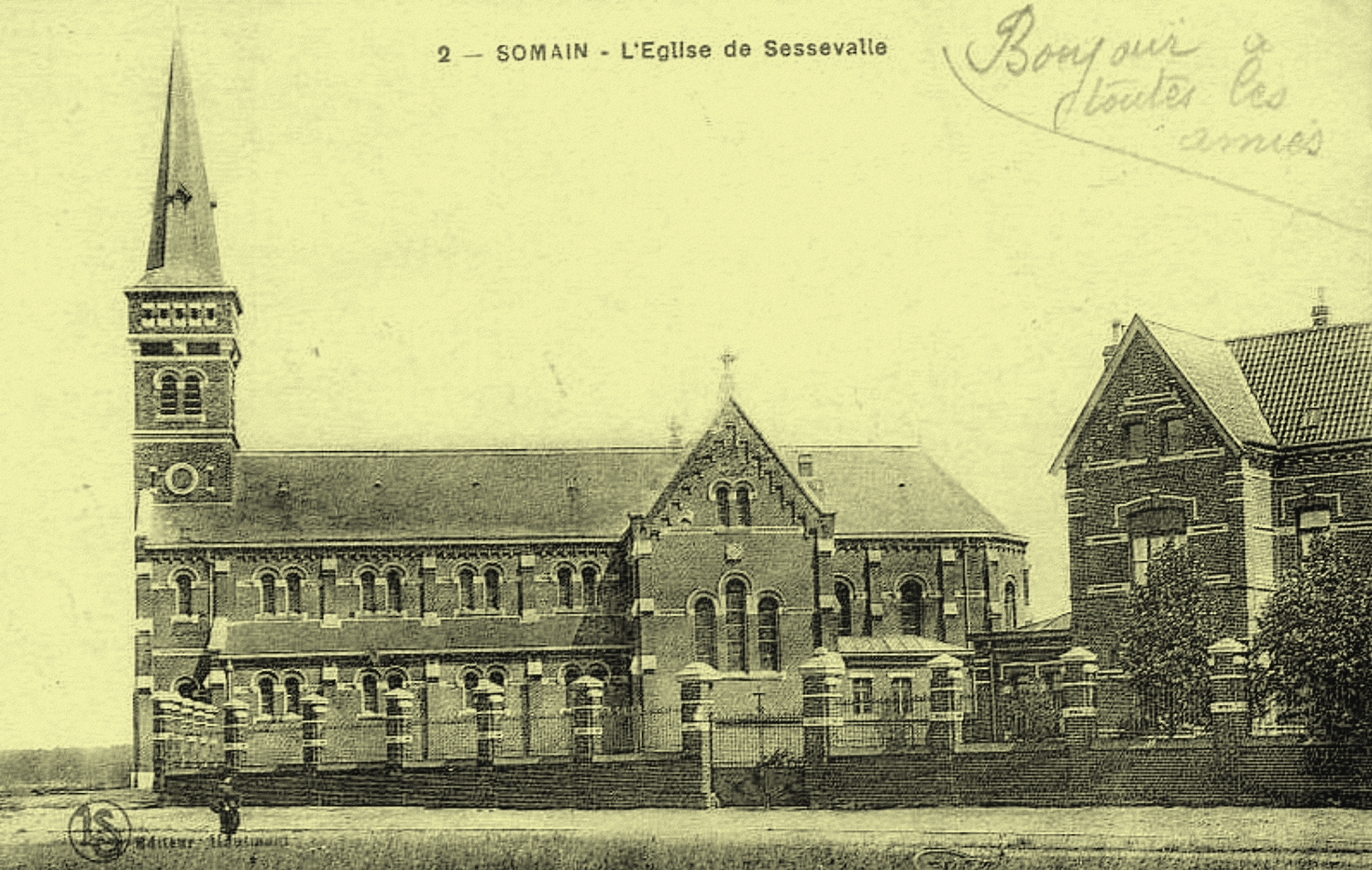
L'église et le presbytère.
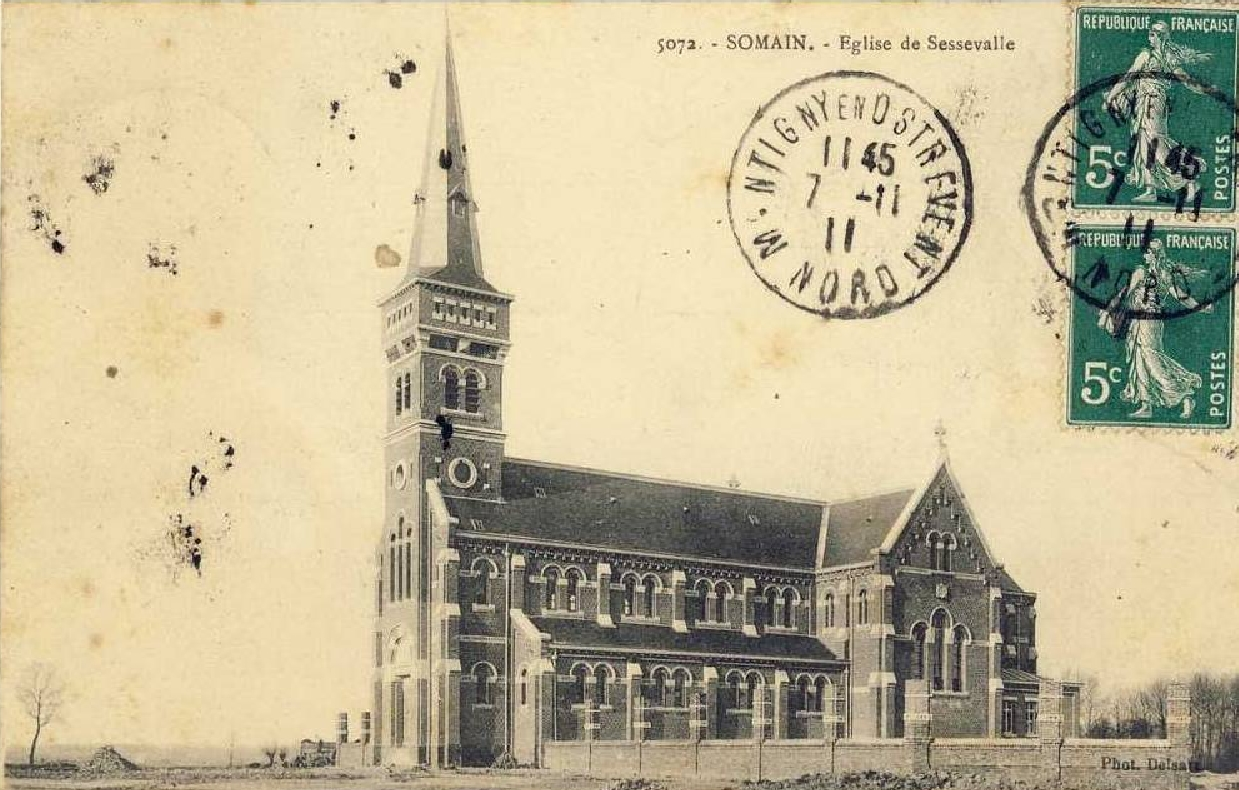
L'église en 1911, avant la construction de la cité Beaurepaire.
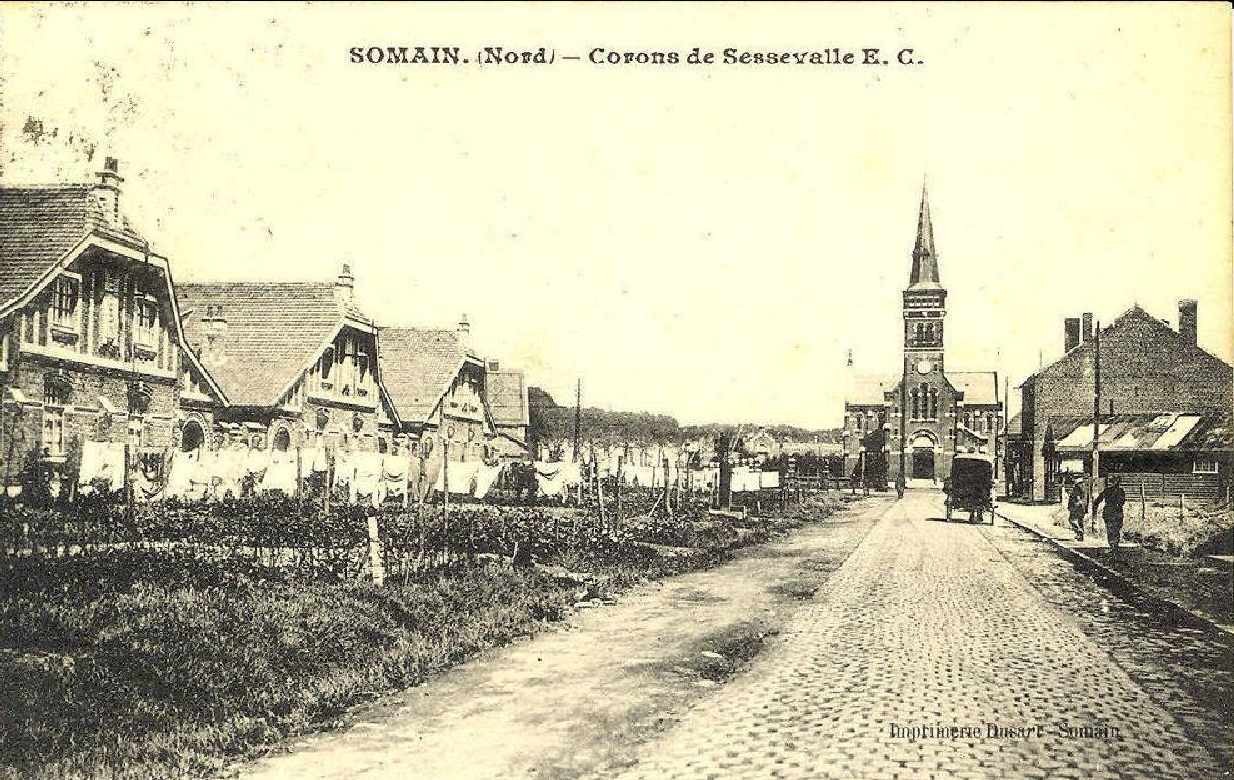
L'église, et les maisons en demi-lune.
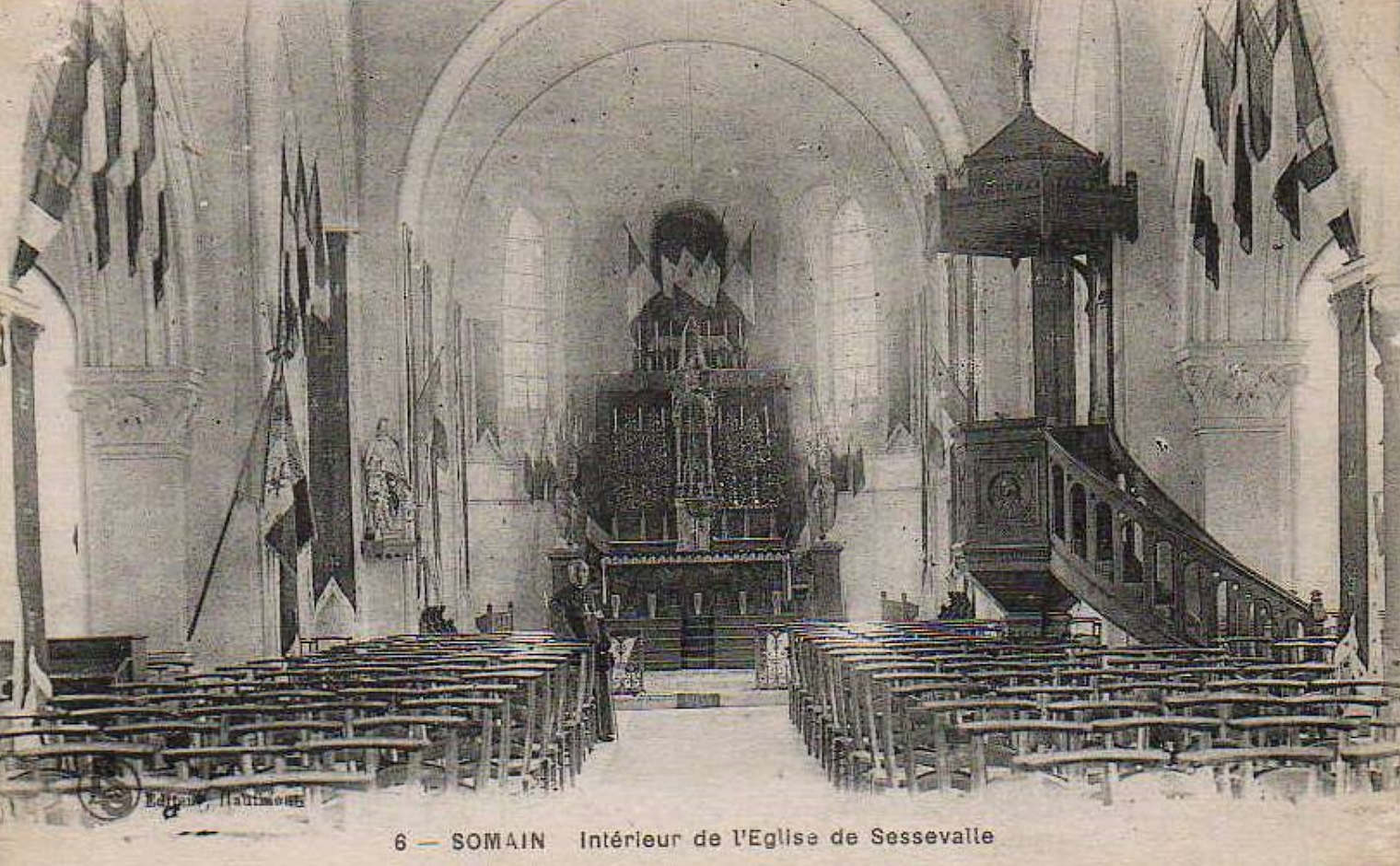
L'intérieur de l'église.
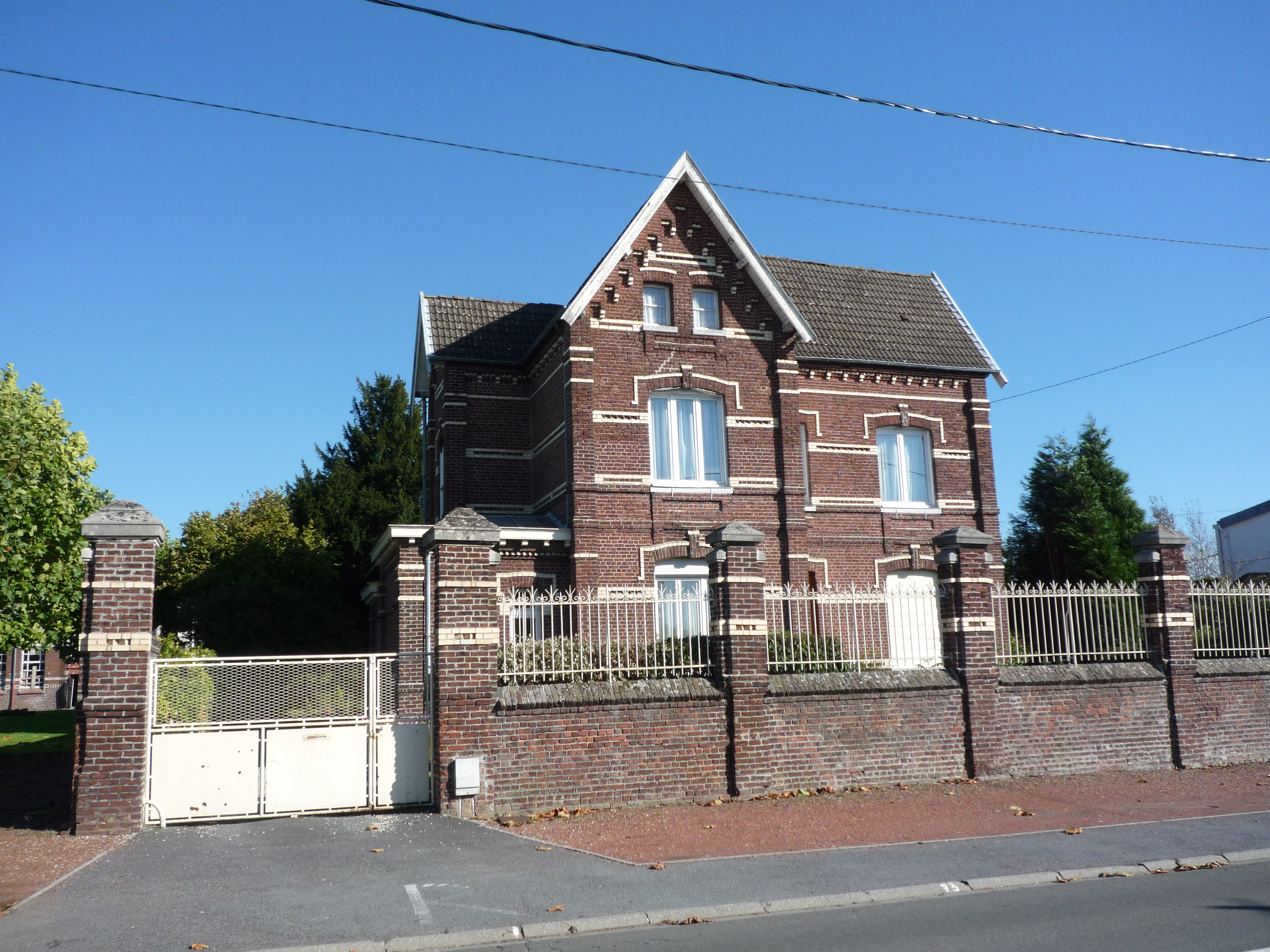
Le presbytère.
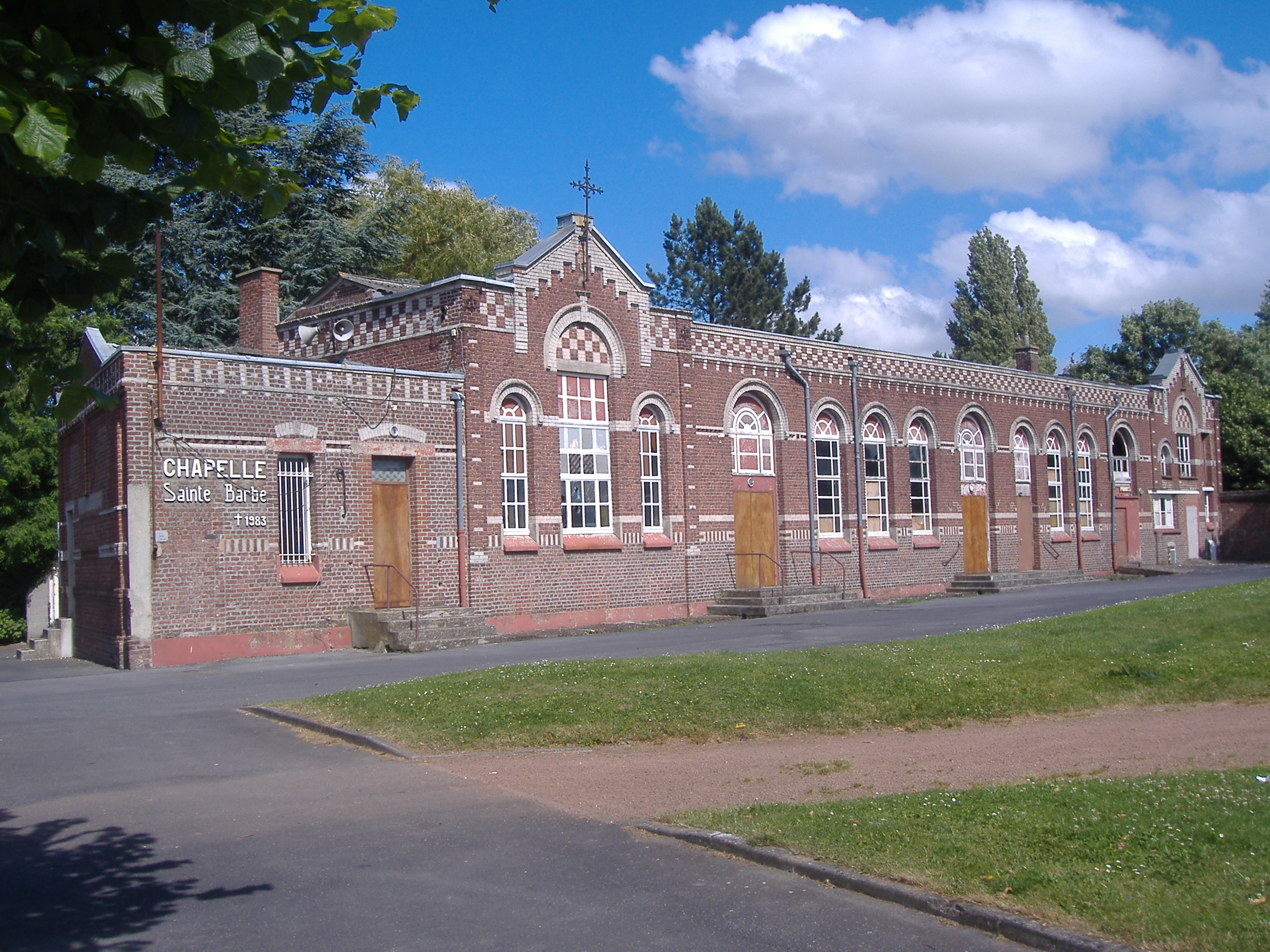
La chapelle Sainte-Barbe, menacée de démolition.

### La ferme des mines
Le prieuré de Beaurepaire a été classé au patrimoine mondial de l'Unesco le 30 juin 2012.

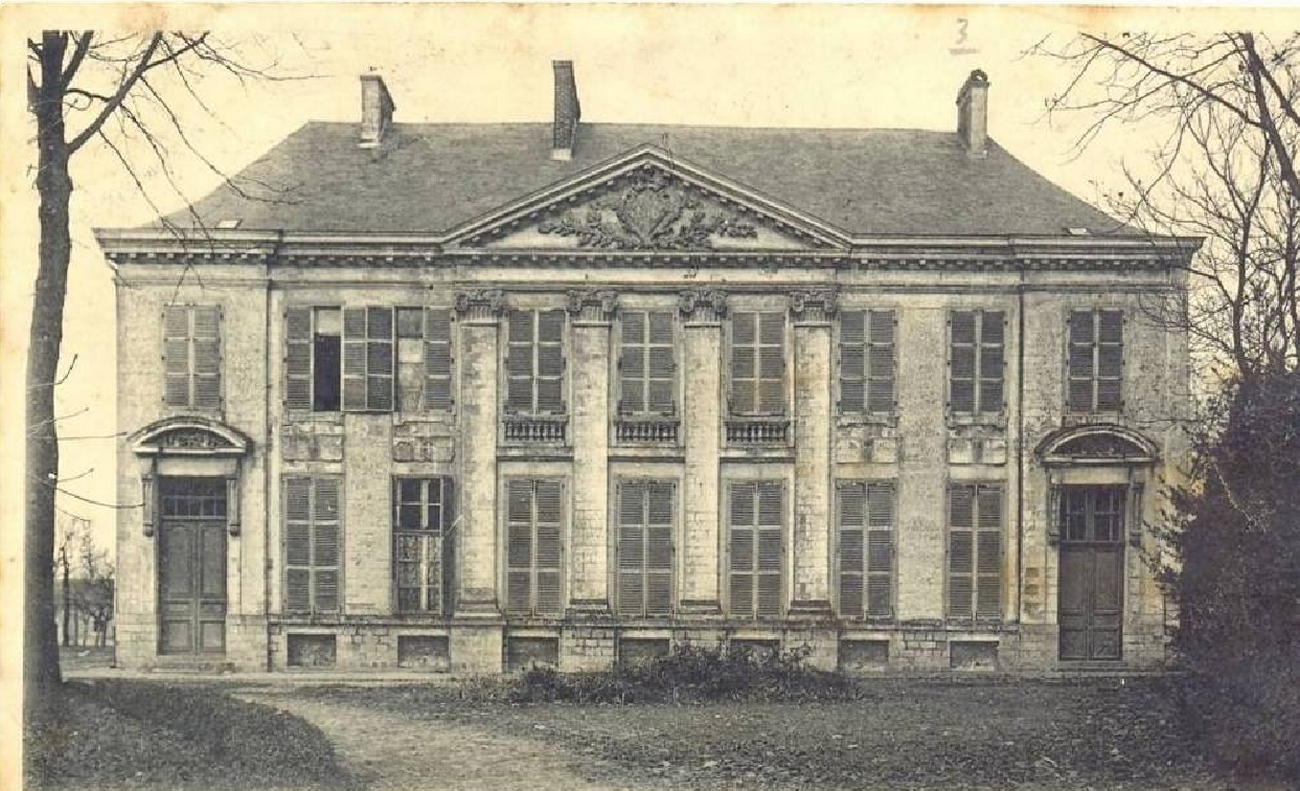
Le bâtiment principal au début du XXe siècle.
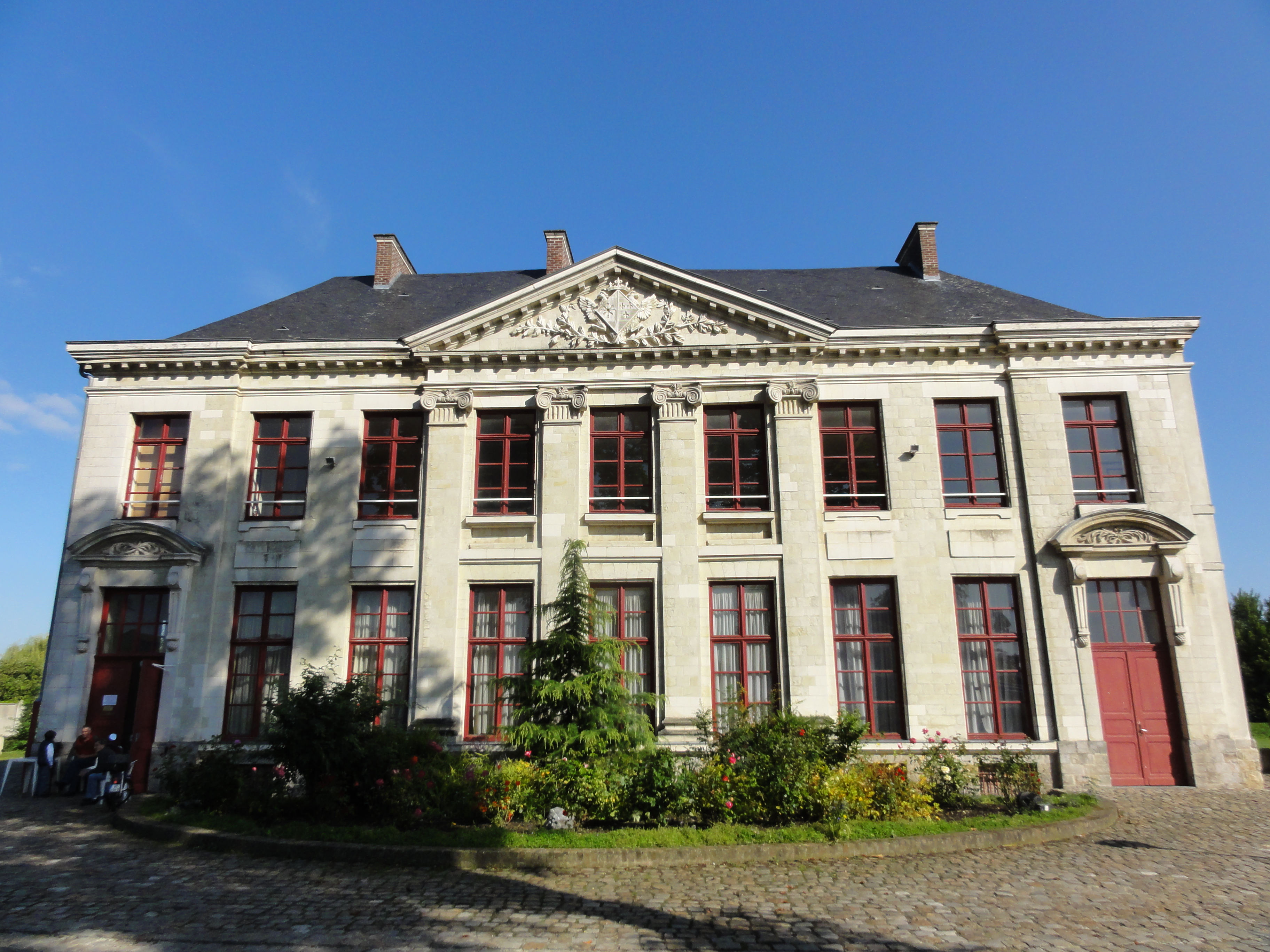
Le bâtiment principal.
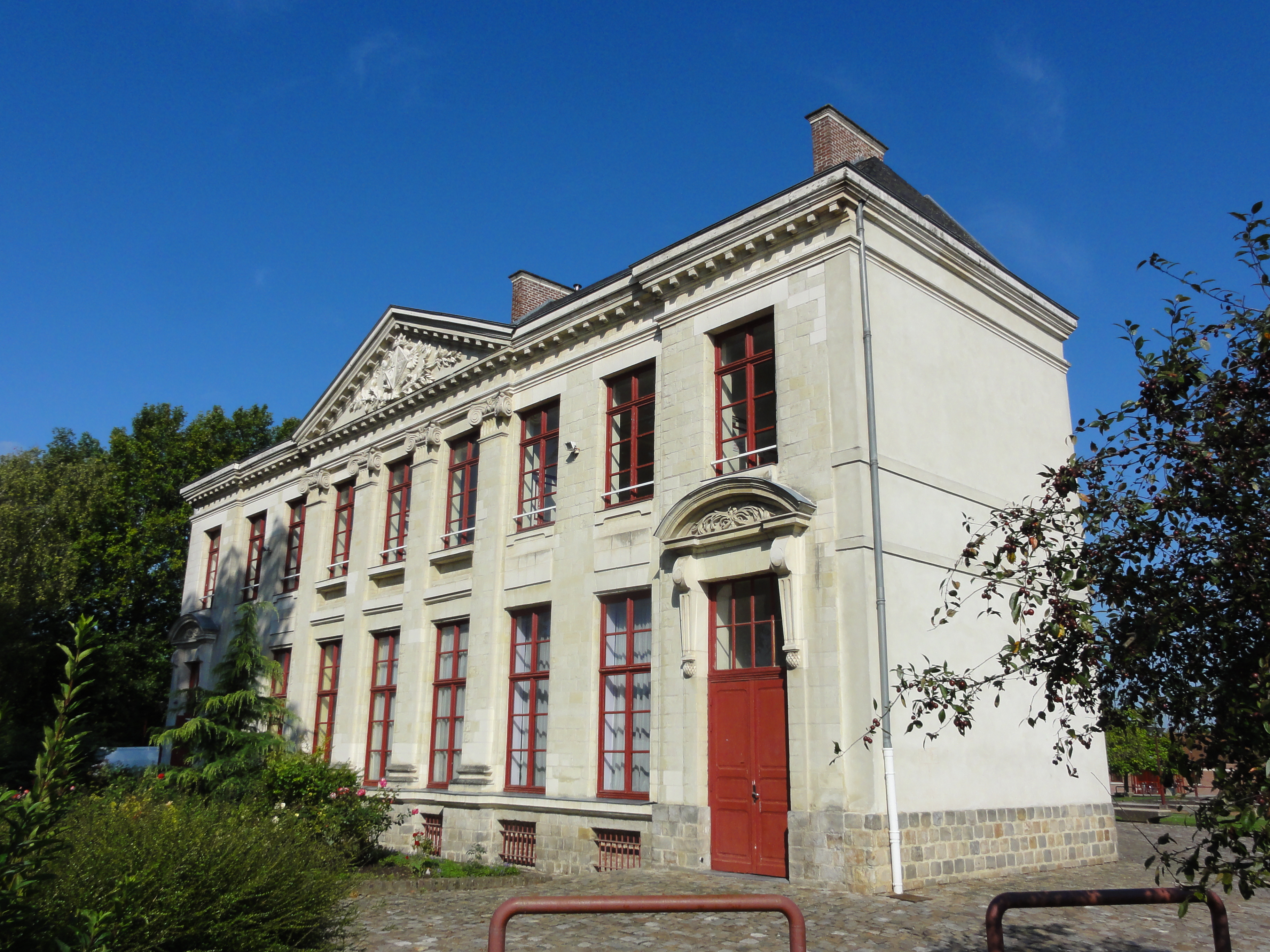
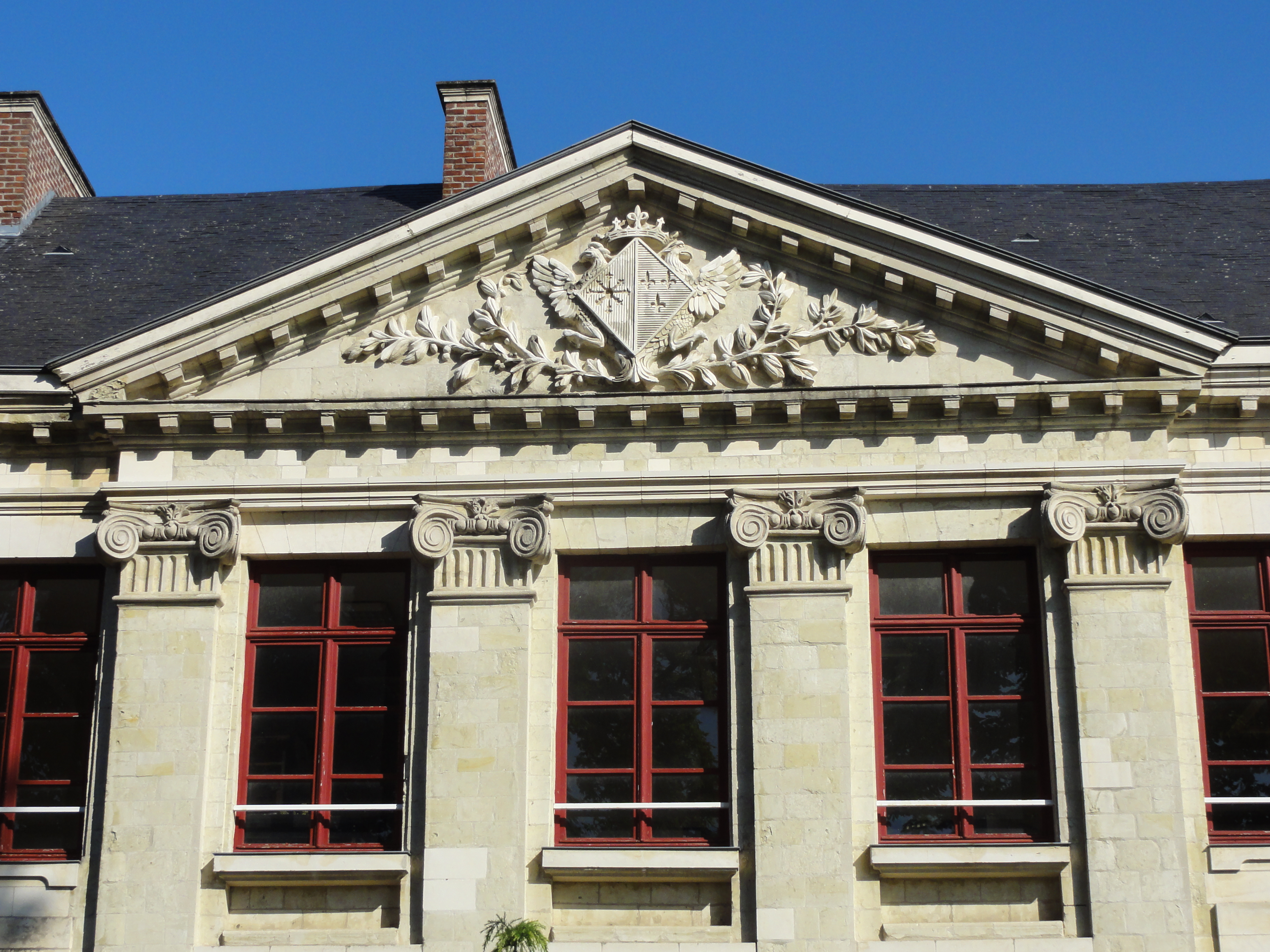
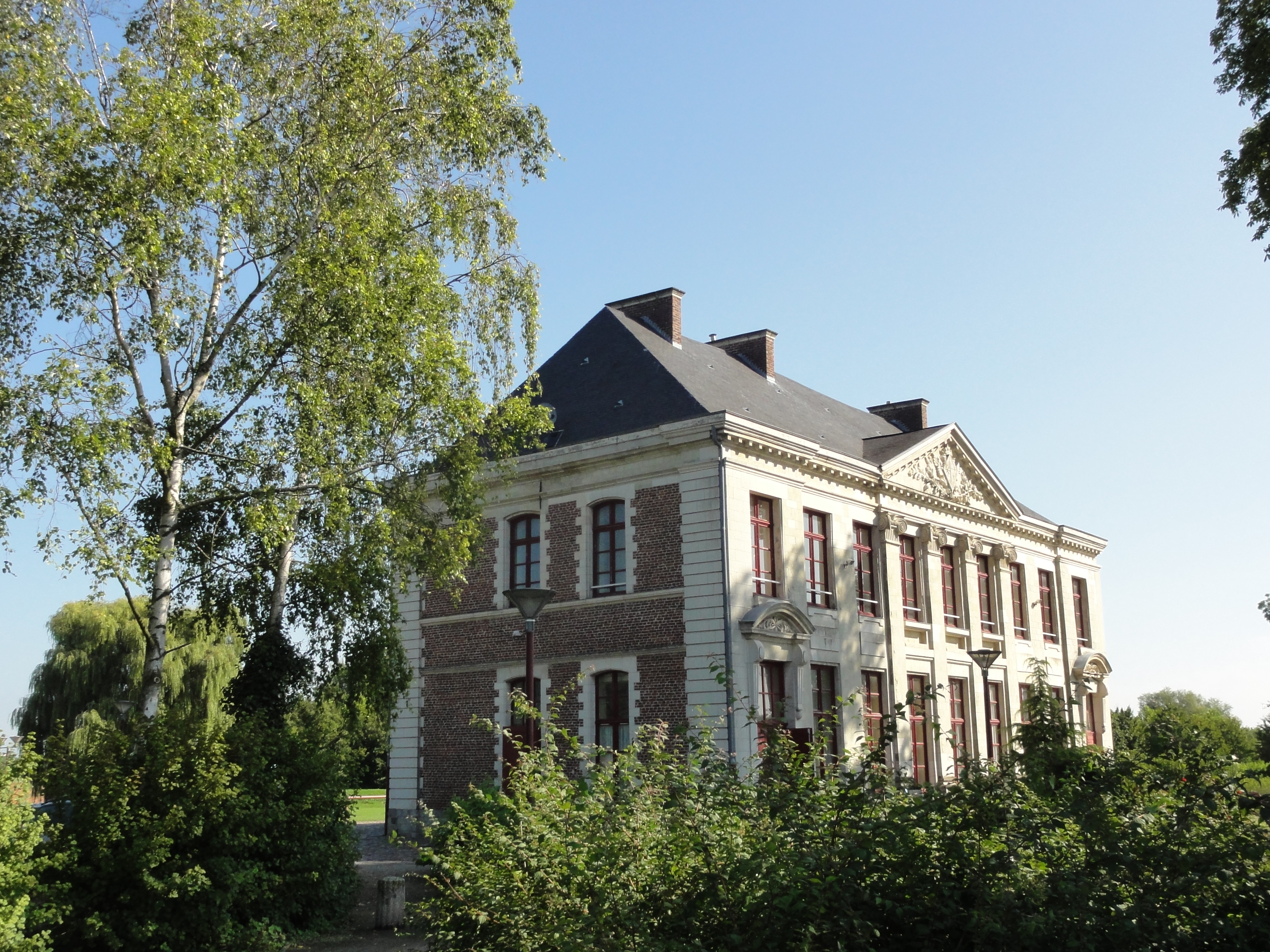
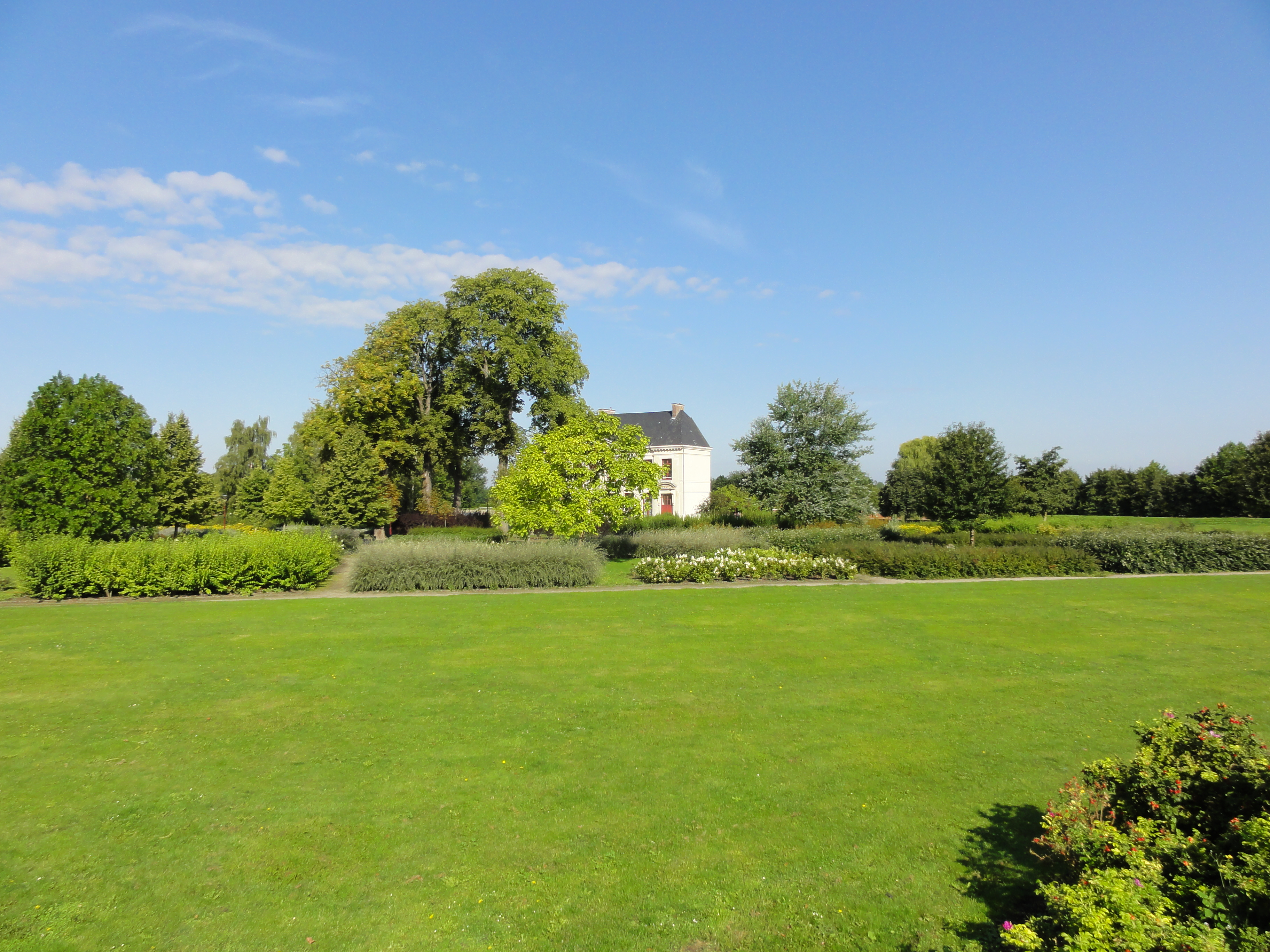
Le parc, autrefois, des habitations post-Nationalisation y étaient construites.
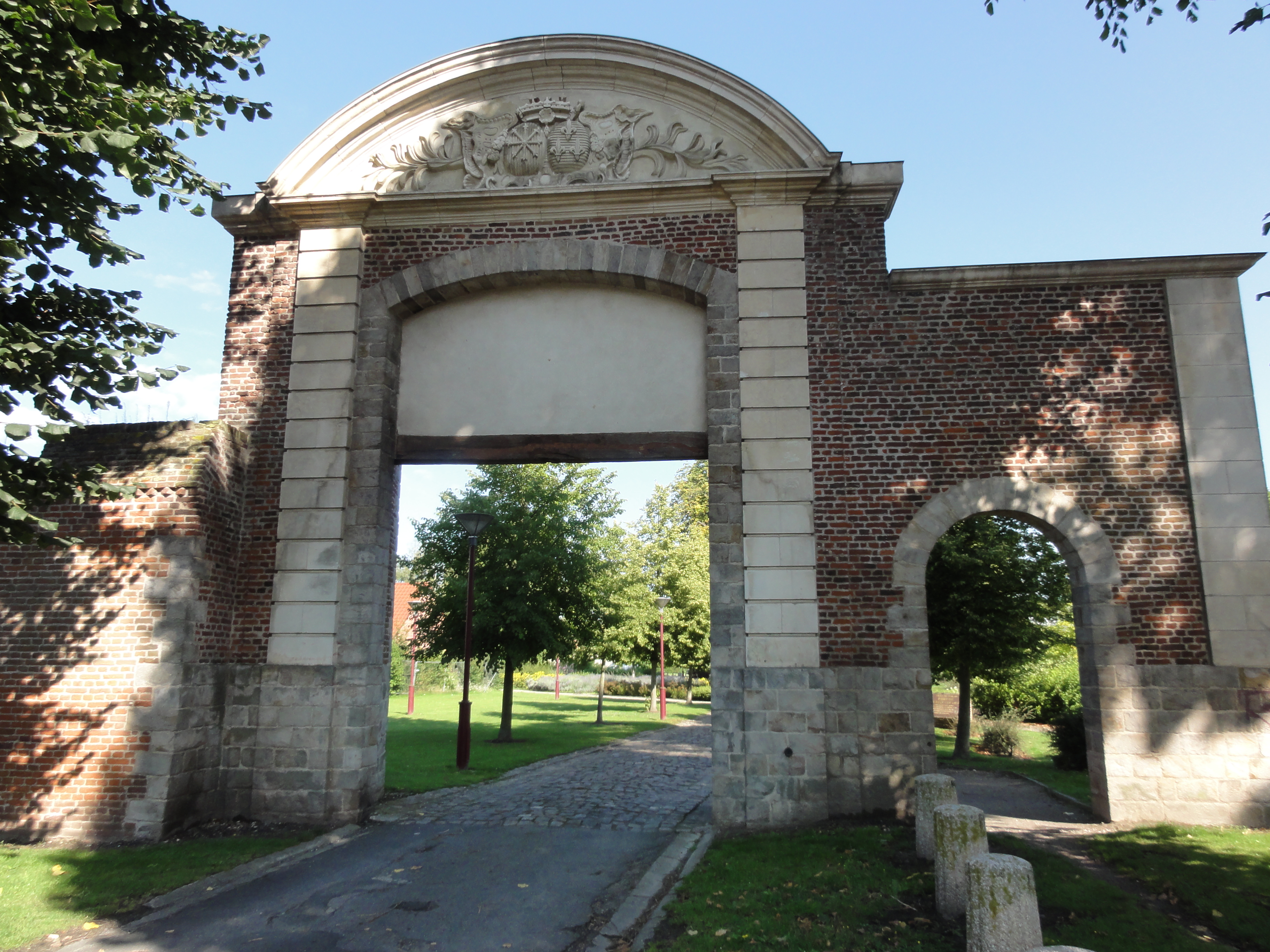
La porte.
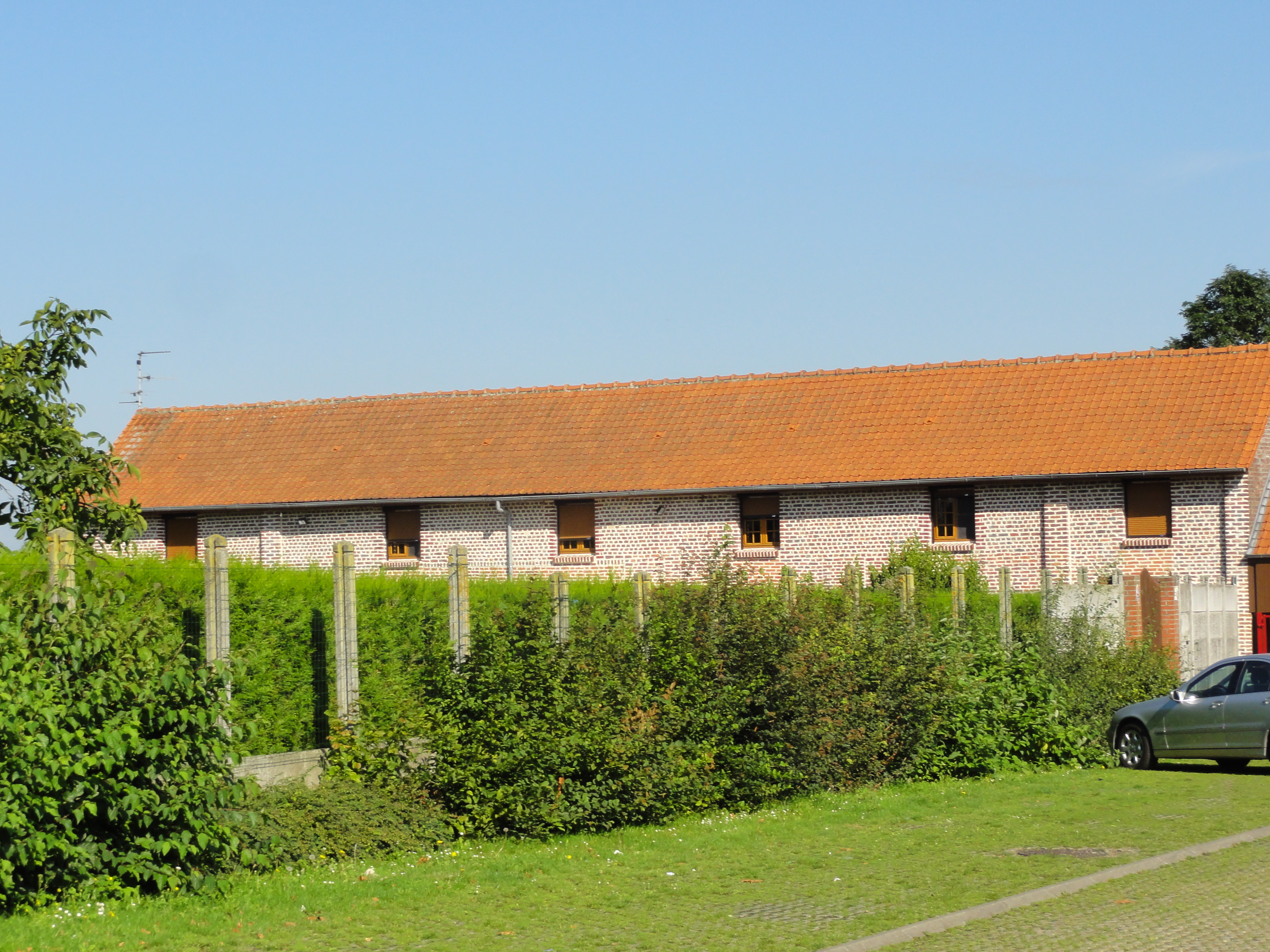
L'ancienne grange.

### Les écoles

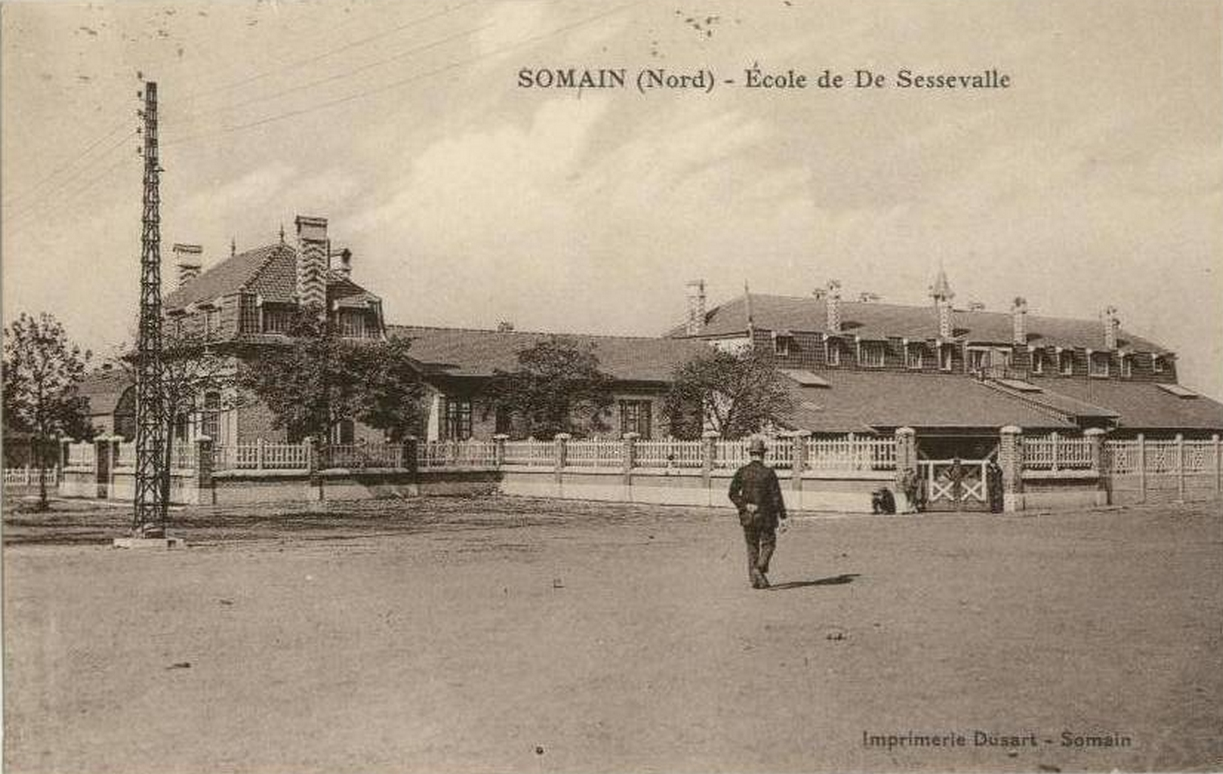
Les écoles, situées près de la salle des fêtes.

La Compagnie des mines d'Aniche avait bâti des écoles au nord de la fosse, près de la salle des fêtes, dans un modèle couramment utilisé par la Compagnie. Ces écoles ont été détruites dans les années 1980 à la suite d'un mauvais entretien, elles ont été reconstruites à l'opposé des cités dans une architecture moderne.